# Virginia nella guerra di secessione americana

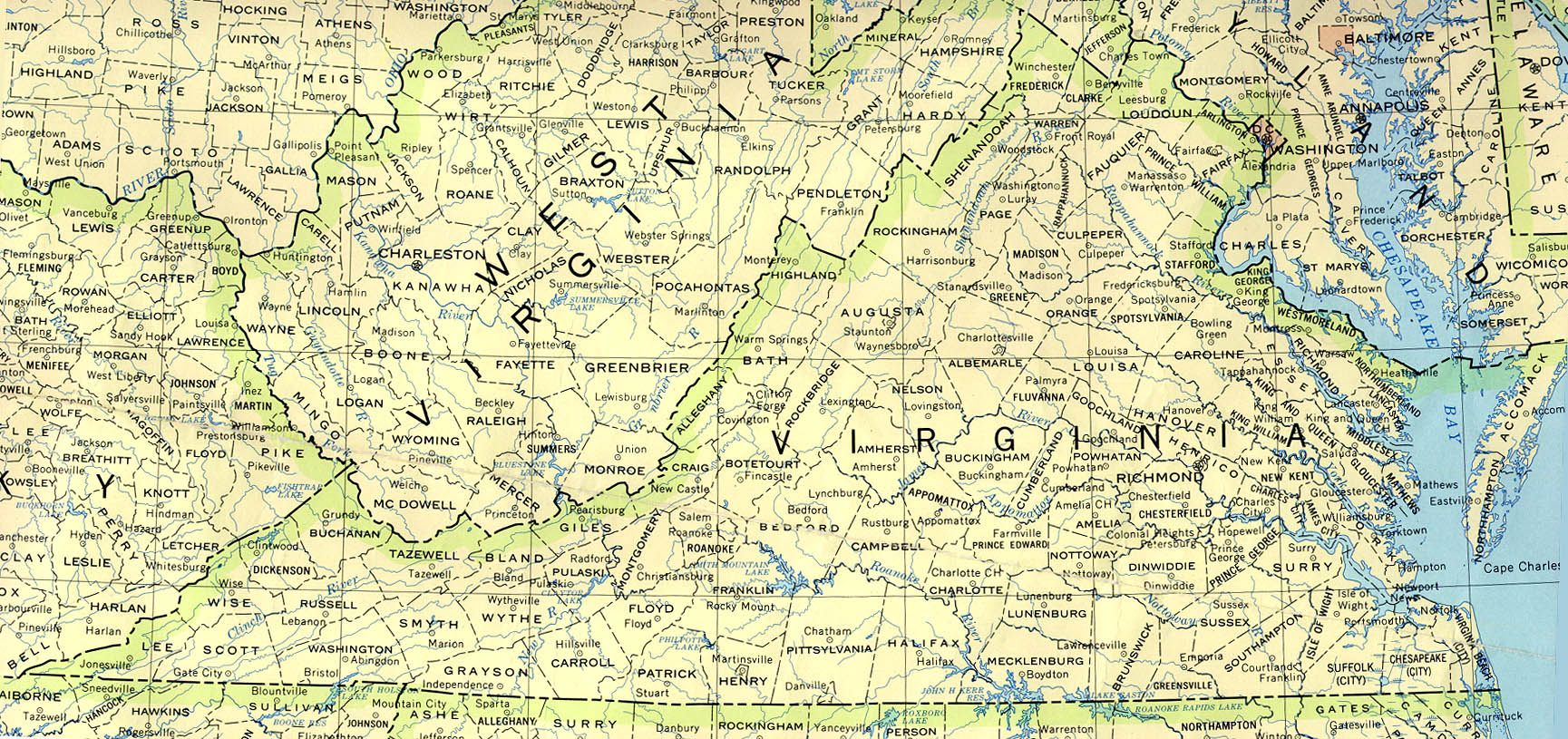
Mappa dello Stato della Virginia, Old Dominion.

La Virginia, nella guerra di secessione americana, divenne una parte importante degli Stati Confederati d'America a partire dal momento in cui si unì a loro. Nella sua qualità di Stato del Sud che deteneva schiavi tenne una Convention legislativa col compito di affrontare l'esito delle elezioni presidenziali del 1860, che avevano visto vincitore il candidato del neonato Partito Repubblicano, Abraham Lincoln.
La Virginia votò a favore della separazione unilaterale dagli Stati Uniti d'America il 4 aprile 1861. L'Assemblea indetta a tale scopo - assieme ad una gran parte dell'opinione pubblica - si orientò verso questa decisione dopo il 15 aprile, quando Lincoln chiese a tutti gli Stati ancora nell'Unione l'invio di truppe per reprimere la ribellione scoppiata con la battaglia di Fort Sumter, che vide la caduta del Fort Sumter nelle mani dei secessionisti armati.

Localizzazione di Wheeling (Virginia Occidentale).

I delegati alla Convention a questo punto scelsero di approvare il decreto di secessione. In reazione a questa decisione, si costituì immediatamente un governo fedele all'Unione a Wheeling, a nord-ovest della Virginia; il Congresso degli Stati Uniti votò per la creazione di uno Stato separato, fedele all'Unione, composto dalle 50 contee a nord-ovest della Virginia, e fu chiamato Virginia Occidentale.
Nel frattempo, a maggio, i Confederati decisero di trasferire la loro capitale da Montgomery, in Alabama, a Richmond, in Virginia, in parte perché la difesa di questo Stato veniva considerata essenziale per la sopravvivenza della nuova nazione.

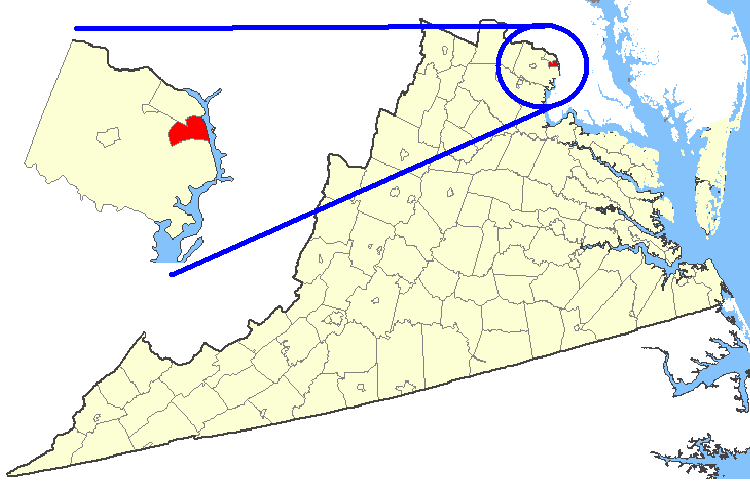
Localizzazione di Alexandria (Virginia).

Il 24 aprile l'esercito dell'Unione entrò in Virginia da nord e conquistò immediatamente Alexandria senza sparare un solo colpo.

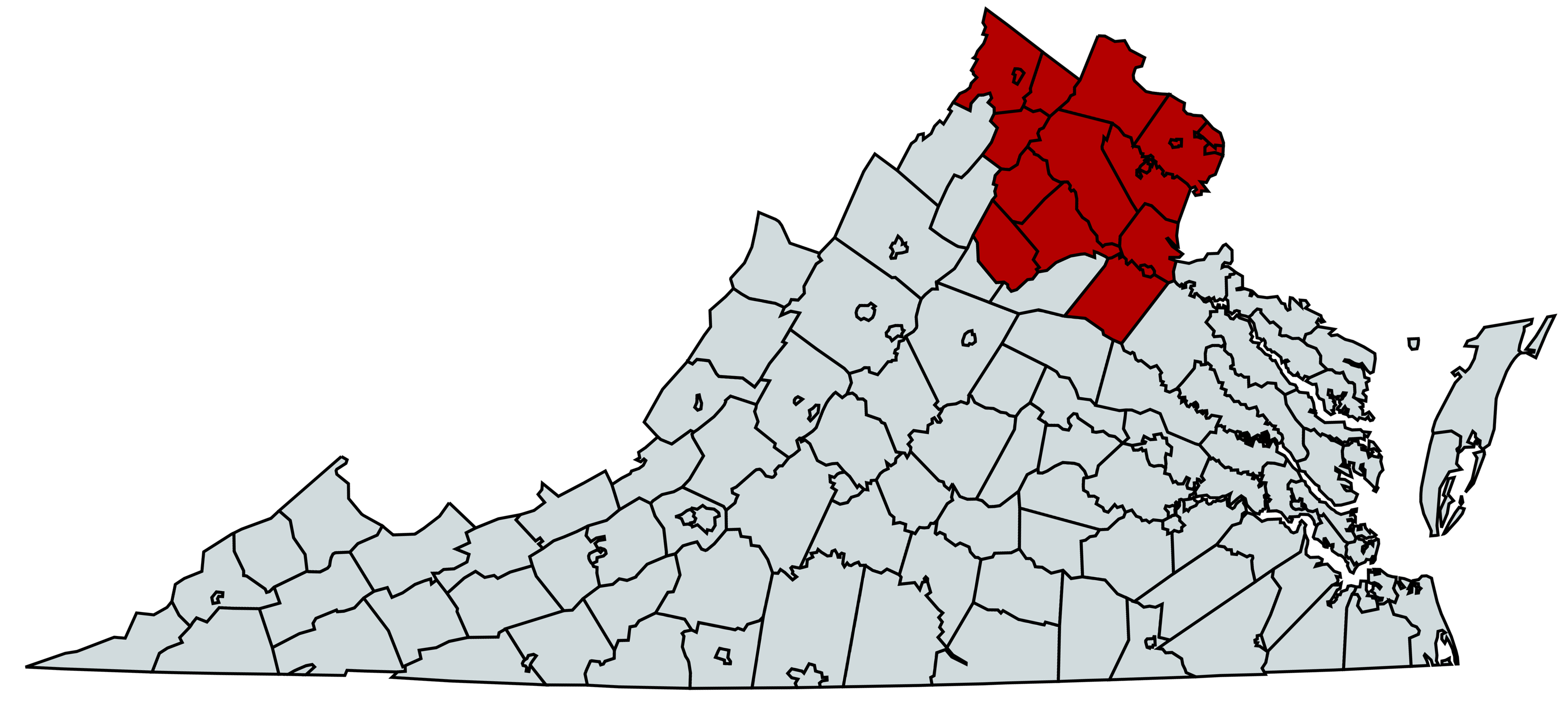
Localizzazione della Virginia settentrionale.

La maggior parte degli scontri bellici nel quadro del Teatro Orientale si svolsero sul territorio della Virginia, in quanto i secessionisti si impegnarono per difendere la loro capitale, mentre d'altra parte il Nord richiedeva la "marcia trionfale su Richmond" con l'intento di abbattere al più presto il governo confederato.
Le manovre e i successi del generale confederato Robert Edward Lee nel difendere Richmond furono uno dei temi centrali della storia militare della guerra civile. La Casa Bianca della Confederazione, situata a pochi isolati a settentrione del Campidoglio di Richmond, divenne presto la dimora ufficiale della famiglia del presidente degli Stati Confederati d'America, l'ex senatore federale del Mississippi Jefferson Davis.
(Raimondo Luraghi, Storia della guerra civile americana, p. 287)

## Origini

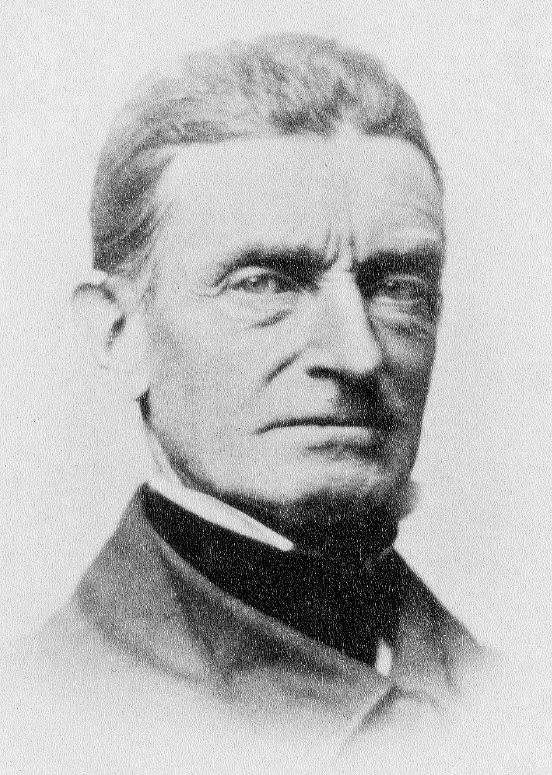
Dagherrotipo ritraente John Brown.

Il 16 ottobre 1859 l'esponente radicale abolizionista John Brown - già attivo durante il Bleeding Kansas - guidò un gruppo di 22 uomini in un'incursione contro l'arsenale di Harpers Ferry. Le truppe federali guidate da Lee risposero soffocando il tentativo di rivolta. Successivamente Brown venne processato e finì con l'essere giustiziato tramite impiccagione a Charles Town, il 2 dicembre.
(Raimondo Luraghi, Storia della guerra civile americana, Vol. I, pp. 148-149)
L'evento scatenò una ridda di reazioni indignate, sia negli Stati Uniti d'America nord-orientali e medio-occidentali sia a livello internazionale, dal New York Tribune a Henry David Thoreau a Walt Whitman a Victor Hugo.
Nelle elezioni del 1860 il Partito Democratico si scisse in due fazioni: quella nordista unionista, che appoggiò l'intervento militare, e quella sudista secessionista. Il soggetto principale del contenzioso era lo schiavismo nei Territori del West; gli unionisti facevano capo a Stephen A. Douglas - col suo principio di sovranità popolare. A causa della divisione interna, le due Convention di partito tenutesi prima a Charleston e poi a Baltimora per la nomina di un candidato finirono con un nulla di fatto; a quel punto i delegati democratici sudisti tennero una propria Convention separata a Richmond il 26 giugno 1860, nominando il vicepresidente in carica del presidente James Buchanan, John C. Breckinridge, come loro candidato alla presidenza.
Quando Lincoln divenne il presidente eletto i virginiani presero a preoccuparsi per le sorti del proprio Stato. Mentre un gran numero di personalità era favorevole a qualche compromesso per risolvere i contrasti tra nord e sud, la maggioranza si opponeva d'altra parte a qualsiasi restrizione della schiavitù.
Mentre il governo statale ufficialmente rimaneva in attesa di vedere le iniziative della Carolina del Sud, molti tra gli unionisti moderati statali cominciarono a presentire che il più grande pericolo non erano le richieste abolizioniste provenienti dal Nord, ma una corsa alla secessione avviatasi nel profondo Sud.

La bandiera della Virginia adottata nel 1861: Sic semper tyrannis.

## Crisi secessionista

### Convocazione della Convention
Il 15 novembre 1860 il governatore della Virginia John Letcher richiese una sessione speciale dell'Assemblea generale per esaminare, tra l'altro, l'istituzione di una Convention che si occupasse della questione della secessione. Il parlamento statale, riunitosi il 7 gennaio, approvò l'idea della Convention il 14 gennaio. Il 19 l'Assemblea prospettò la richiesta di una Conferenza per la pace che avrebbe dovuto essere guidata dall'ex presidente degli Stati Uniti John Tyler, un sudista possessore di schiavi apertamente favorevole alla secessione. La Conferenza per la pace si sarebbe dovuta tenere il 4 febbraio a Washington, la stessa data in cui erano previste le elezioni per i delegati alla Convention sulla secessione.
Le elezioni per la Convention videro 145.700 votanti i quali scelsero, contea per contea, 152 rappresentanti; 30 di loro erano secessionisti, altri 30 unionisti ed infine gli ultimi 92 moderati (non identificati con nessuno dei primi due gruppi). A presiederla fu chiamato l'ex esponente del Partito Whig John Janney. I sostenitori della separazione unilaterale immediata risultavano in netta minoranza.
Lo storico James Robertson, chiarendo la posizione dei moderati, ha scritto: "Tuttavia, il termine 'unionista' aveva un significato completamente diverso in Virginia all'epoca. I delegati di Richmond, Marmaduke Johnson e William McFarland, erano entrambi conservatori schietti, ma nelle loro rispettive campagne ciascuno dichiarò che era a favore della separazione dall'Unione se il governo federale non avesse garantito ovunque la protezione della pratica schiavista. Inoltre, la minaccia della coercizione del governo federale divenne un fattore prioritario nei dibattiti che ne seguirono".
Lo stesso giorno di queste elezioni, il 4 febbraio, si formarono gli Stati Confederati d'America, a partire da sette Stati schiavisti del profondo Sud:
- Carolina del Sud - Carolina del Sud nella guerra di secessione americana
- Mississippi - Mississippi nella guerra di secessione americana (9 gennaio)

La Bonnie Blue Flag.

- Florida - Florida nella guerra di secessione americana (10 gennaio)
- Alabama - Alabama nella guerra di secessione americana (11 gennaio)
- Georgia - Georgia nella guerra di secessione americana (19 gennaio)
- Louisiana - Louisiana nella guerra di secessione americana (26 gennaio)
- Texas - Texas nella guerra di secessione americana (1º febbraio. Il governatore del Texas Sam Houston, decisamente contrario alla secessione, venne di fatto deposto)[8]

Secondo un eminente insegnante virginiano, William M. Thompson - che in seguito sarebbe divenuto un cavalleggero confederato - la dichiarazione di secessione da parte degli Stati schiavisti era necessaria per conservare lo schiavismo e per prevenire la mescolanza razziale, ossia il matrimonio tra il liberto-nero e la "figlia del Sud di pura razza bianca"; asserì che la guerra civile ipotizzata da più parti sarebbe stata di molto preferibile ad una tale prospettiva:
(William M. Thompson, lettera a Warner A. Thompson, (2 febbraio 1861).)

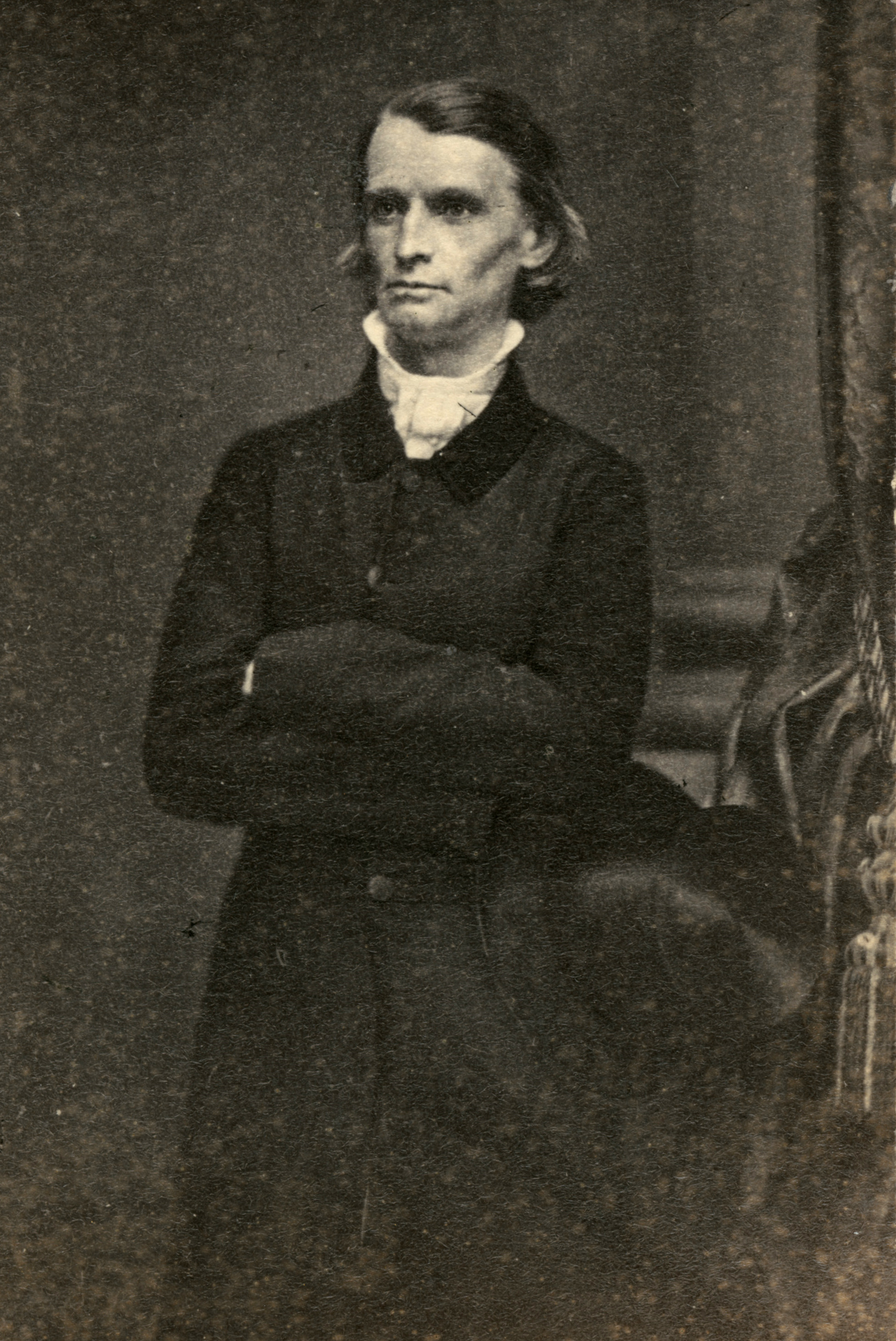
Henry A. Wise, ex Governatore della Virginia Secessionista "mangiafuoco"
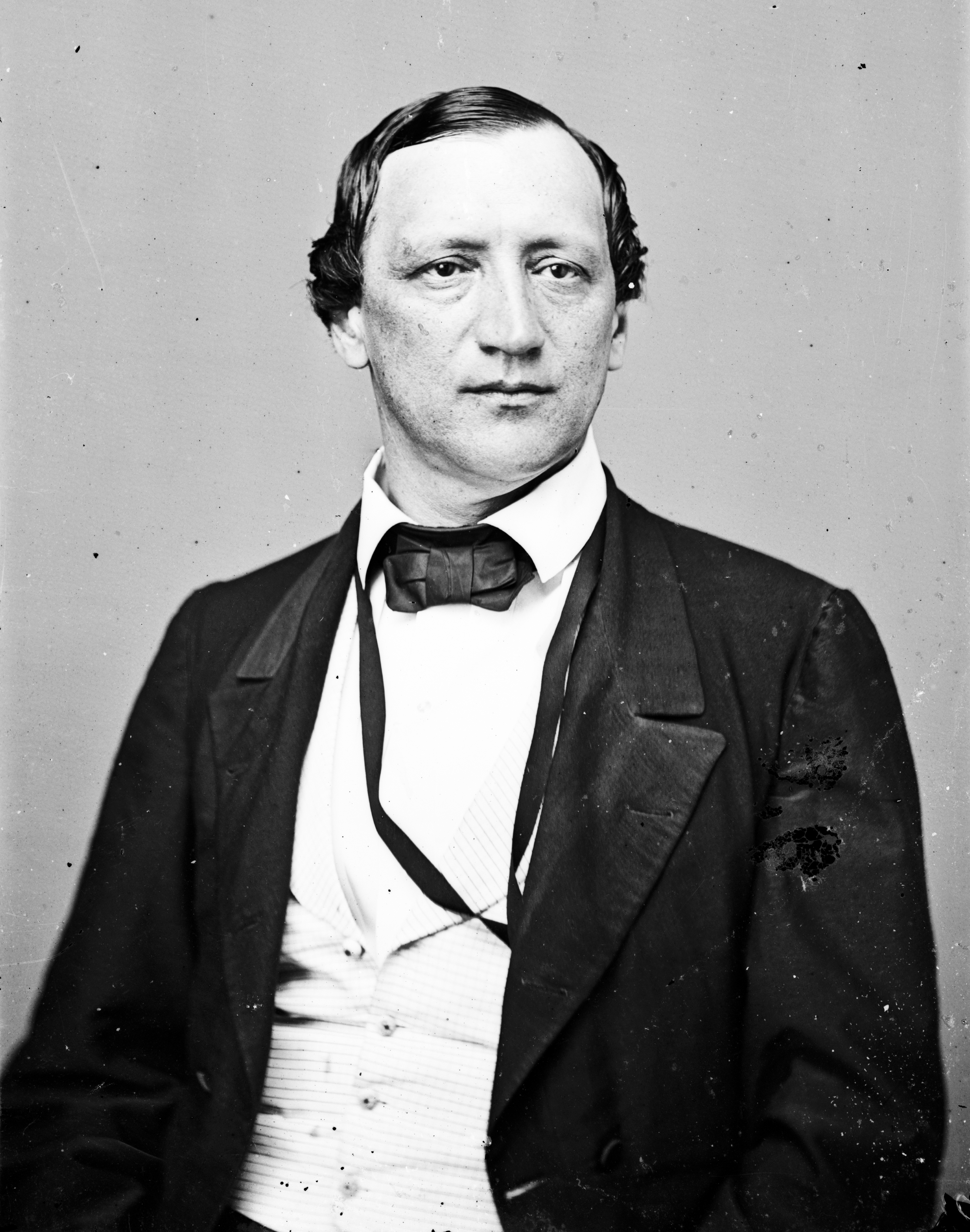
John Snyder Carlile Incondizionatamente unionista
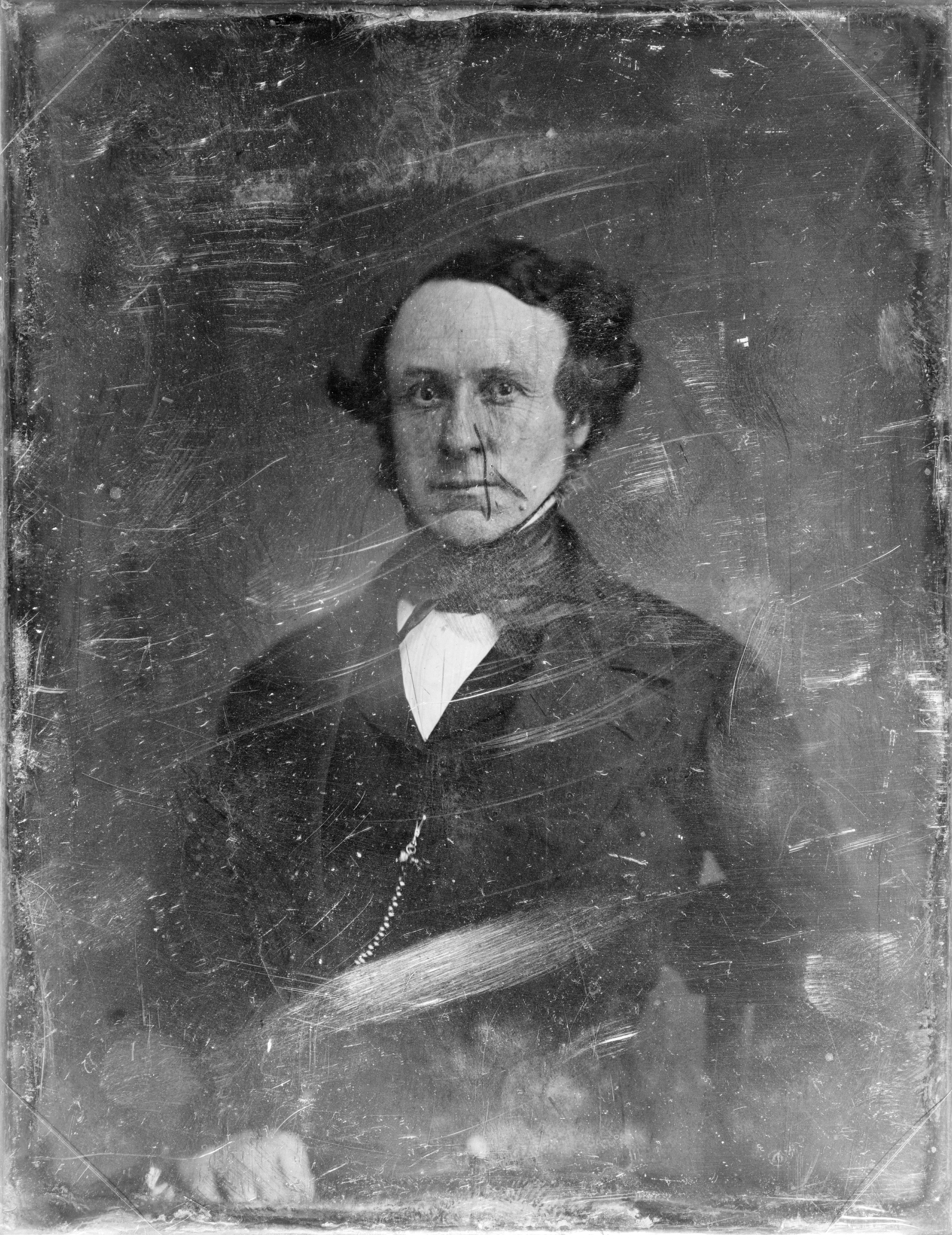
William Ballard Preston Unionista, ma con condizioni, in seguito secessionista
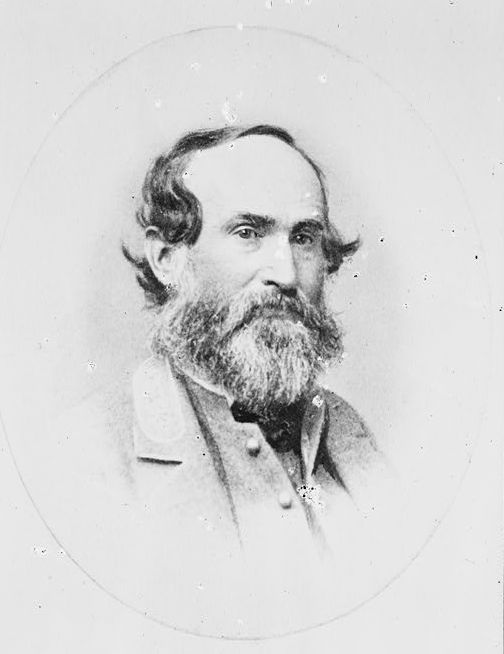
Jubal Anderson Early Unionista contrario a qualsiasi invasione sia da parte del Nord che del Sud

### Convention
La Convention della Virginia indetta per discutere sulla secessione si riunì il 13 febbraio al "Richmond Mechanics Institute", situato tra la Ninth e la Main Street a Richmond. Una delle prime azioni da essa intraprese fu creare un comitato per le relazioni federali di 21 membri, incaricato di lavorare per un compromesso tra le esigenze del Nord e del Sud. Il comitato era composto da quattro secessionisti, dieci moderati e sette unionisti; all'inizio dei lavori non parve esservi alcuna urgenza nel prendere decisioni, poiché tutte le parti presentivano che il tempo avrebbe aiutato la loro causa. Si sperò inoltre che la "Conferenza per la pace" presieduta dallo schiavista Tyler potesse rapidamente giungere a risolvere la crisi, garantendo la conservazione della pratica schiavista e acquisendo il diritto di espandere la schiavitù anche nei Territori del Sud-Ovest (Territorio dell'Arizona e Territorio del Nuovo Messico in primis). Quando, verso la fine di febbraio, queste proposte furono respinte (le richieste, che differivano di poco dal Compromesso Crittenden, furono bocciate al Senato con 28 voti a 7 e non furono più prese in considerazione dal Congresso), anche i moderati iniziarono a vacillare nel loro sostegno all'Unione.
Robert E. Scott della contea di Fauquier notò che questo fallimento e l'apparente indifferenza del Nord verso le preoccupazioni meridionali "hanno estinto ogni speranza di soluzione attraverso l'azione diretta di quegli Stati, ho pertanto subito accettato lo scioglimento dell'Unione esistente... come se si trattasse di una necessità"..

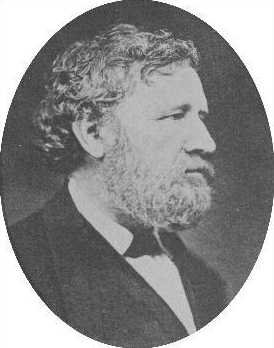
Foto di Henry Lewis Benning.

Alla Convention intanto il georgiano Henry Lewis Benning, che in seguito entrò nell'esercito secessionista come alto ufficiale, pronunziò un discorso in cui esortava alla secessione facendo appello al pregiudizio etnico e al razzismo e ai sentimenti a favore dello schiavismo per presentare il suo caso, dichiarando che se gli Stati del Sud avessero continuato a rimanere nell'Unione gli schiavi avrebbero finito con l'essere liberati dai "fanatici abolizionisti" del Partito Repubblicano. Affermò infine che avrebbe preferito essere colpito dalla malattia e dalla fame piuttosto che vedere i selvaggi afroamericani di razza inferiore liberati dallo stato di schiavitù e ricevere l'uguaglianza dei diritti civili e la cittadinanza:
(Henry Lewis Benning, discorso alla Convenzione della Virginia, 18 febbraio 1861.)

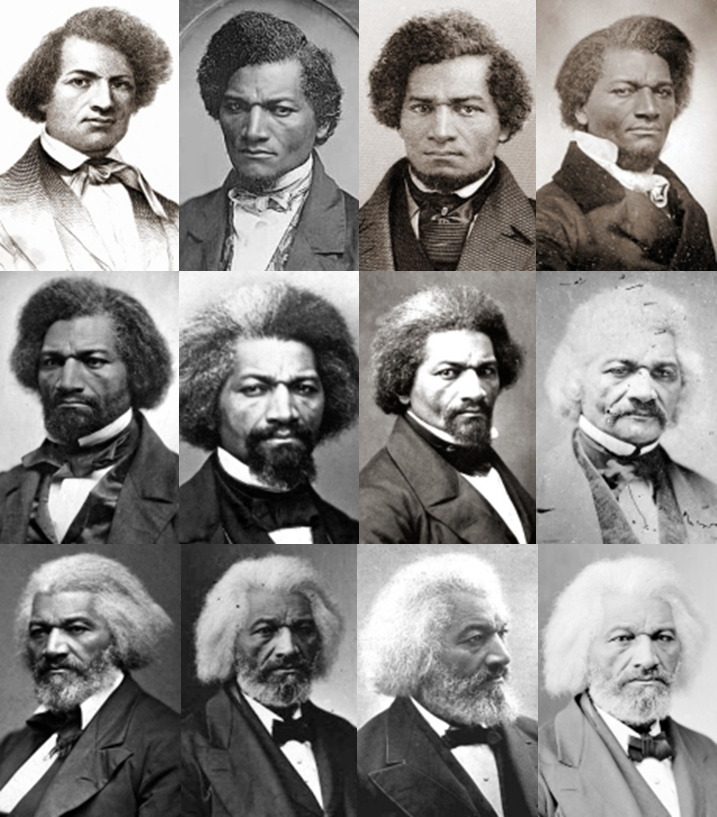
Frederick Douglass, ex schiavo fuggitivo e leader del Movimento per i diritti civili degli afroamericani (1865-1896).

Il sostegno unionista di molti virginiani venne ulteriormente eroso dal discorso d'Insediamento pronunziato il 4 marzo dal presidente eletto Abraham Lincoln, che ritennero fosse polemico, se non provocatorio. Secondo un osservatore del discorso "Il signor Lincoln alzò la voce ed enfatizzò distintamente la dichiarazione che egli avrebbe dovuto detenere, possedere e occupare la proprietà (ad esempio gli schiavi) e i luoghi [nel Sud] appartenenti agli Stati Uniti. Fu inequivocabile e si fermò per un momento dopo aver terminato la frase come se volesse che fosse pienamente recepito e compreso dal suo pubblico".

Localizzazione della regione costiera del Tidewater.

Il 9 marzo il comitato per le relazioni federali presentò il proprio rapporto conclusivo alla Convention: le sue 14 proposizioni difendevano l'istituto schiavista e i diritti degli Stati, e richiedevano al contempo un incontro degli otto Stati schiavisti ancora presenti nell'Unione per potersi presentare come un fronte unito a favore di un compromesso. Il rapporto del comitato rappresentava la posizione moderata e unionista; il voto in commissione fu di 12 voti favorevoli, 2 contrari e 7 astensioni. Dal 15 marzo al 14 aprile la Convention discusse queste proposte una per una. Il 4 aprile venne discussa la sesta risoluzione che richiedeva una soluzione "pacifica" della crisi ed il mantenimento dell'Unione. Il delegato Lewis Edwin Harvie della Contea di Amelia propose invece una risoluzione alternativa che chiedeva l'immediata secessione: venne respinta con 88 voti contro 45 ed il giorno successivo la Convention proseguì i lavori. L'approvazione dell'ultima proposta del comitato giunse il 12 aprile; a questo punto l'obiettivo esplicito della fazione unionista era di aggiornare la seduta almeno fino ad ottobre, lasciando in tal maniera il tempo sia per la Convention degli Stati schiavisti, sia per le prossime elezioni del Congresso della Virginia previste per maggio le quali, speravano, avrebbero prodotto un mandato più forte a favore del compromesso.
Un altro delegato ribadì la causa della secessione dello Stato e quale avrebbe dovuto diventare lo scopo ultimo della Convention:
(Thomas F. Goode, intervento alla Convention della Secessione della Virginia, 28 marzo 1861.)
Il rappresentante del Mississippi, Fulton Anderson, sostenne che i Repubblicani erano ostili agli Stati schiavisti e accusò il Partito Repubblicano di avere "un'ostilità implacabile ed eterna contro l'istituzione dello schiavismo". Al termine delle discussioni la Convention proclamò che la schiavitù doveva continuare ad esistere e che avrebbe dovuto essere estesa nei Territori del West.

#### Proposte adottate
1. La prima risoluzione affermò di per sé i pieni "diritti degli Stati" alla separazione;
2. la seconda la conservazione ed espansione della schiavitù;
3. la terza l'opposizione alla suddivisione partitica settaria in nordisti e sudisti;
4. la quarta chiese un egual riconoscimento ed accettazione della schiavitù sia nei Territori che negli Stati liberi;I forti attorno ad Alexandria (Virginia) in una stampa dell'epoca.

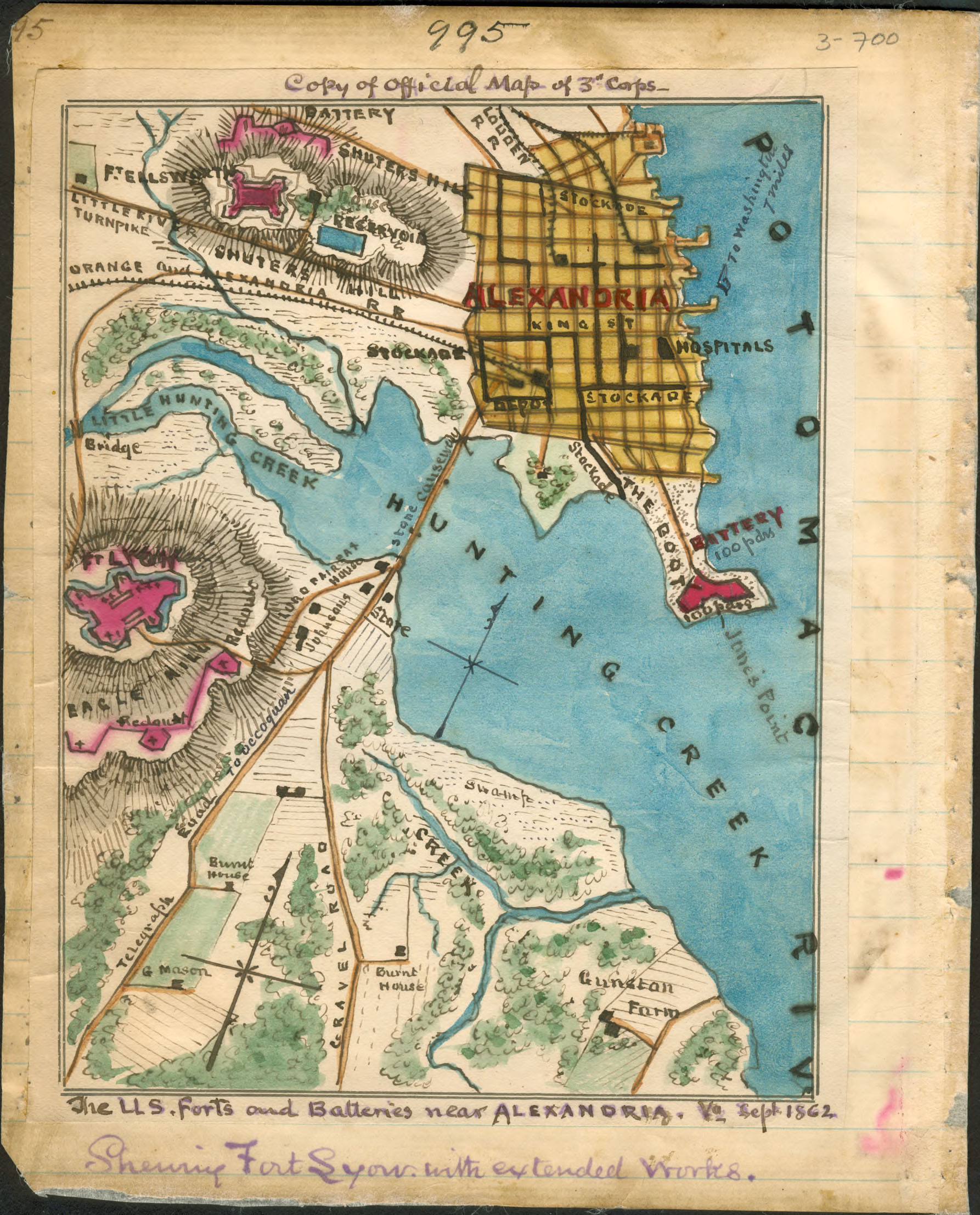
I forti attorno ad Alexandria (Virginia) in una stampa dell'epoca.

5. la quinta esigette l'immediata consegna delle fortezze federali e la rimozione delle sue truppe armate dagli Stati secessionisti;
6. la sesta auspicò un adeguamento del Nord alle doglianze sudiste e la soluzione pacifica delle questioni poste pur continuando a rimanere all'interno Unione;
7. la settima chiese degli emendamenti costituzionali per porre rimedio alle dispute federali e statali;
8. l'ottava riconobbe il diritto alla secessione;
9. la nona dichiarò che il governo federale non aveva alcuna autorità sugli Stati già separati in quanto aveva rifiutato di riconoscere il loro ritiro;
10. la decima affermò che il governo federale aveva il dovere di riconoscere gli Stati confederati;
11. l'undicesima fu un appello rivolto agli "Stati fraterni" della Virginia;
12. la dodicesima asserì la volontà della Virginia di attendere per un ragionevole periodo di tempo una risposta alle sue proposizioni, senza che nessuno nel frattempo osasse fare ricorso alla forza contro gli Stati separati;
13. la tredicesima chiese ai governi degli Stati Uniti e degli Stati confederati di mantenere dei rapporti improntati alla pace e alla concordia;
14. la quattordicesima infine chiese agli Stati schiavisti di confine - i futuri Stati cuscinetto nella guerra di secessione americana - di riunirsi in un congresso comune per prendere in considerazione le risoluzioni della Virginia e quindi di unirsi all'appello rivolto al Nord[28].

Queste le richieste espresse per poter mantenere la pace e l'unità nazionale; se non esaudite il più preso possibile, si minacciava la secessione e la presa di possesso con la forza di tutti i forti e gli arsenali federali esistenti nel territorio Statale.
Allo stesso tempo gli unionisti si dimostreranno assai preoccupati per la continua presenza della guarnigione statunitense a Fort Sumter, nonostante le assicurazioni comunicate loro informalmente dal Segretario di Stato William H. Seward sul fatto che sarebbe stato rapidamente abbandonato.

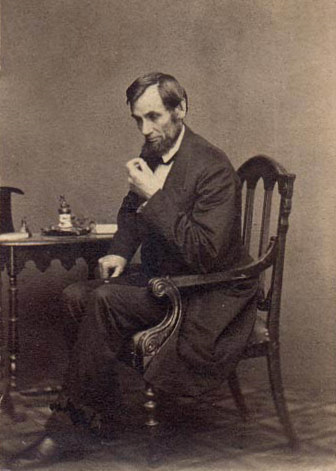
Abraham Lincoln nel 1862 in una foto di Mathew B. Brady.

Sia Lincoln che Seward furono altresì preoccupati, soprattutto dai primi di aprile, per il fatto che la Convention fosse ancora in corso mentre il sentimento secessionista stava montando. Il 4 aprile il presidente degli Stati Uniti invitò per un colloquio l'unionista John B. Baldwin della Contea di Augusta; all'incontro questi spiegò che gli unionisti della Virginia avevano bisogno:
1. dell'evacuazione immediata di Fort Sumter;
2. di una Convention nazionale per poter discutere delle divergenze settarie manifestatesi tra Nord e Sud;
3. di un impegno ufficiale da parte di Lincoln atto a sostenere le protezioni costituzionali volte a salvaguardare i "diritti" del Sud.

Baldwin dichiarò quindi esplicitamente che "non vi è che un singolo argomento di denuncia che la Virginia deve fare contro il governo in carica, una denuncia presentata da tutto il Sud, e questo è il tema della schiavitù africana".
Davanti allo scetticismo e alla perplessità espressi apertamente dal presidente, Baldwin sostenne che la Virginia sarebbe uscita dall'Unione entro 48 ore se una delle due parti avesse cominciato a sparare contro o a difesa del Forte di Charleston. Secondo alcuni resoconti, Lincoln si offrì di far evacuare Fort Sumter solamente se la Convention della Virginia fosse stata sospesa.
Baldwin in seguito negò di aver ricevuto una simile offerta, ma il giorno dopo lo stesso presidente riferì ad un altro unionista della Virginia, John Minor Botts, che invece essa era stata chiaramente espressa. In ogni caso non venne mai presentata alla Convention secessionista.
Il 6 aprile, dopo le voci sopraggiunte secondo cui il Nord si stava preparando per la guerra, la Convention votò di stretta misura (63 contro 57) per inviare una delegazione di tre uomini a Washington, col compito di determinare quali fossero le effettive intenzioni della presidenza di Abraham Lincoln; a causa del maltempo tuttavia essa non riuscì a giungere nella capitale prima del 12 aprile.
Vennero così a sapere dell'aggressione sudista a Fort Sumter dallo stesso presidente, che li informò della sua intenzione di mantenere il pieno possesso del fortino e di rispondere alla forza con la forza: fu il bombardamento e la battaglia di Fort Sumter. Leggendo da un testo preparato in precedenza per evitare interpretazioni errate dei suoi propositi Lincoln disse loro che aveva già ampiamente chiarito nel proprio discorso inaugurale:
1. che i forti e gli arsenali ospitati nel Sud avrebbero continuato a rimanere una proprietà del Governo federale e che
2. "se un assalto non provocato è stato compiuto su Fort Sumter mi riterrò del tutto libero di riprenderne il pieno possesso, ciò vale anche per gli altri siti che sono stati sequestrati prima che il governo della nazione mi fosse stato trasmesso"[34].

Il sentimento favorevole all'Unione in Virginia s'indebolì ulteriormente dopo l'attacco sudista del 12 aprile contro Fort Sumter; il giorno seguente Richmond (Virginia) reagì con imponenti manifestazioni pubbliche a sostegno dei secessionisti, subito dopo aver ricevuto le prime notizie relative allo scontro. Un quotidiano cittadino descrisse con vividezza di dettagli la scena che si presentava:
La Convention venne riconvocata in fretta e furia quello stesso 13 aprile, per riconsiderare la posizione dello Stato dato l'oramai evidente scoppio delle ostilità.
Con la Virginia ancora immersa in un sempre più fragile e quanto mai delicato equilibrio giunse come una bomba l'appello presidenziale del 15 aprile rivolto a tutti gli Stati unionisti perché organizzassero una milizia di 75.000 volontari (per un tempo previsto di tre mesi) volta a rispondere all'esplicita ribellione in corso e quindi tentare di fermare l'insurrezione e recuperare i forti federali catturati dai secessionisti.

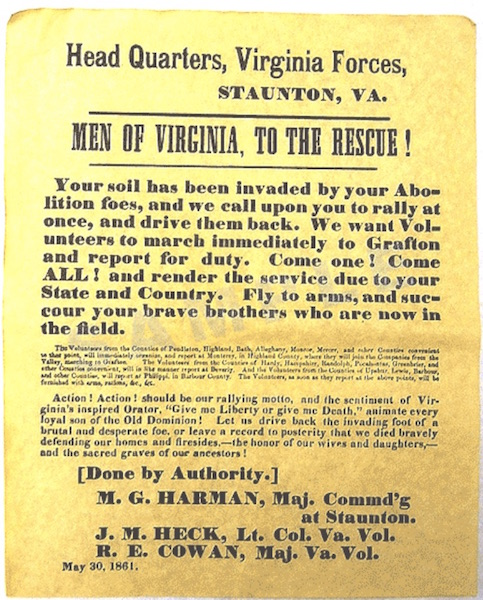
Un manifesto di reclutamento militare confederato del maggio 1861 proveniente dalla Virginia: esorta gli uomini di buona volontà ad arruolarsi per la causa secessionista e a combattere l'esercito dell'Unione, designato collettivamente come "il nemico abolizionista".

### Secessione
Il Decreto di secessione della Virginia fu ratificato in un referendum tenutosi il 23 maggio 1861 ed ebbe il seguente risultato: 132.201 favorevoli a fronte di 37.451 contrari. Il Congresso confederato proclamò quindi Richmond quale capitale del nuovo organismo nazionale al posto di Montgomery (in Alabama) e le truppe sudiste cominciarono immediatamente a trasferirsi nella Virginia settentrionale ancor prima del referendum indetto per confermare la decisione presa dai suoi governanti.
Il numero effettivo di voti andati a favore o contro la proposta di secessione rimane però sconosciuto in quanto in molte contee delle regioni Nord-occidentale e Orientale (dove viveva la maggior parte degli unionisti) le preferenze relative vennero scartate o disperse: il governatore della Virginia Letcher si limitò quindi semplicemente a "stimare" il suffragio proveniente da queste aree.

Appello di Jefferson Davis: "Alle armi!" davanti ai mutilati di guerra, in una vignetta satirica di Harper's Weekly del 1863.

La reazione al risultato espresso risultò essere assai rapida da entrambe le parti. Le truppe sudiste bloccarono la tratta della Baltimore and Ohio Railroad - interrompendone così il passaggio - una delle due linee ferroviarie di Washington in direzione dell'Ohio e facente da collegamento diretto con il West. Subito dopo l'Esercito dell'Unione si mosse entrando nel Nord dello Stato secessionista.
Con entrambi gli eserciti stanziati a breve distanza l'uno dall'altro entro i suoi confini la Virginia divenne subitaneamente il fronte principale della contesa; qui i contendenti si prepararono per dare il via alle prime azioni di guerra con manovre concentriche.
A giugno gli unionisti della Virginia si riunirono nella Convention di Wheeling per istituire il Governo restaurato della Virginia; Francis Harrison Pierpont ne fu messo a capo ed eletto "Governatore alternativo". La nuova istituzione iniziò pertanto a raccogliere e organizzare truppe di volontari da porre a difesa dell'Unione, oltre a nominare due persone da inviare al Senato.
L'intero apparato Amministrativo continuò a risiedere a Wheeling almeno fino all'agosto del 1863, quando dovette trasferirsi ad Alexandria a seguito dell'ammissione del neonato Stato federato della Virginia Occidentale nell'Unione. Fu un successo ottenuto in larga parte grazie alla maggioranza dei residenti, ex coloni dell'Ovest.

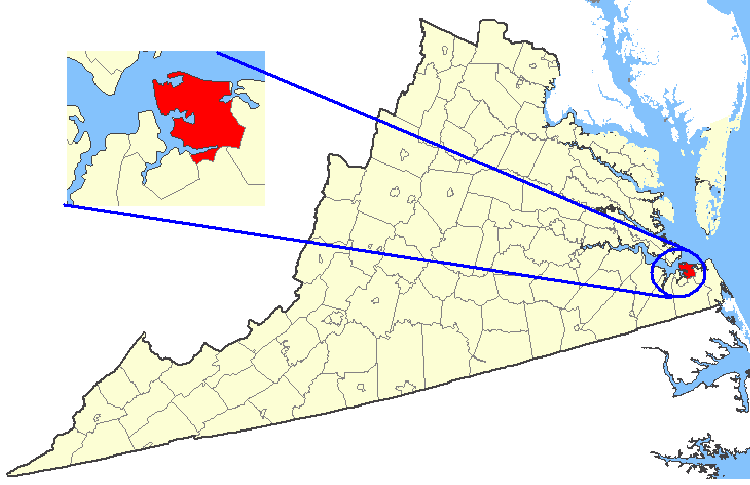
Localizzazione di Norfolk (Virginia).

Nel frattempo, già durante l'estate del 1861, alcune parti del Nord-ovest e della regione Orientale, compresa la strategica ferrovia della Baltimora-Ohio vennero restituite al pieno controllo dell'Unione; Norfolk - sede di un importante arsenale - fu riconquistata nel maggio dell'anno seguente.
Tutte queste aree, comprendenti la maggior parte delle contee Nord-occidentali che di lì a breve si separeranno definitivamente dalla Virginia - sarebbero state amministrate dal "Governo restaurato". Nell'aprile del 1865 Pierpont ed il suo governo si trasferiranno nella Richmond oramai liberata.
Nel 1894 l'ex soldato confederato virginiano John Singleton Mosby, riflettendo sul ruolo da lui stesso svolto nel conflitto, dichiarò in una lettera indirizzata ad un amico che "ho sempre capito che siamo entrati in guerra a causa del litigio con il Nord circa la questione della schiavitù negli Stati Uniti d'America. Non ho mai sentito parlare di nessun'altra causa di lite oltre quella inerente allo schiavismo".

## Secessione nella secessione: Virginia Occidentale

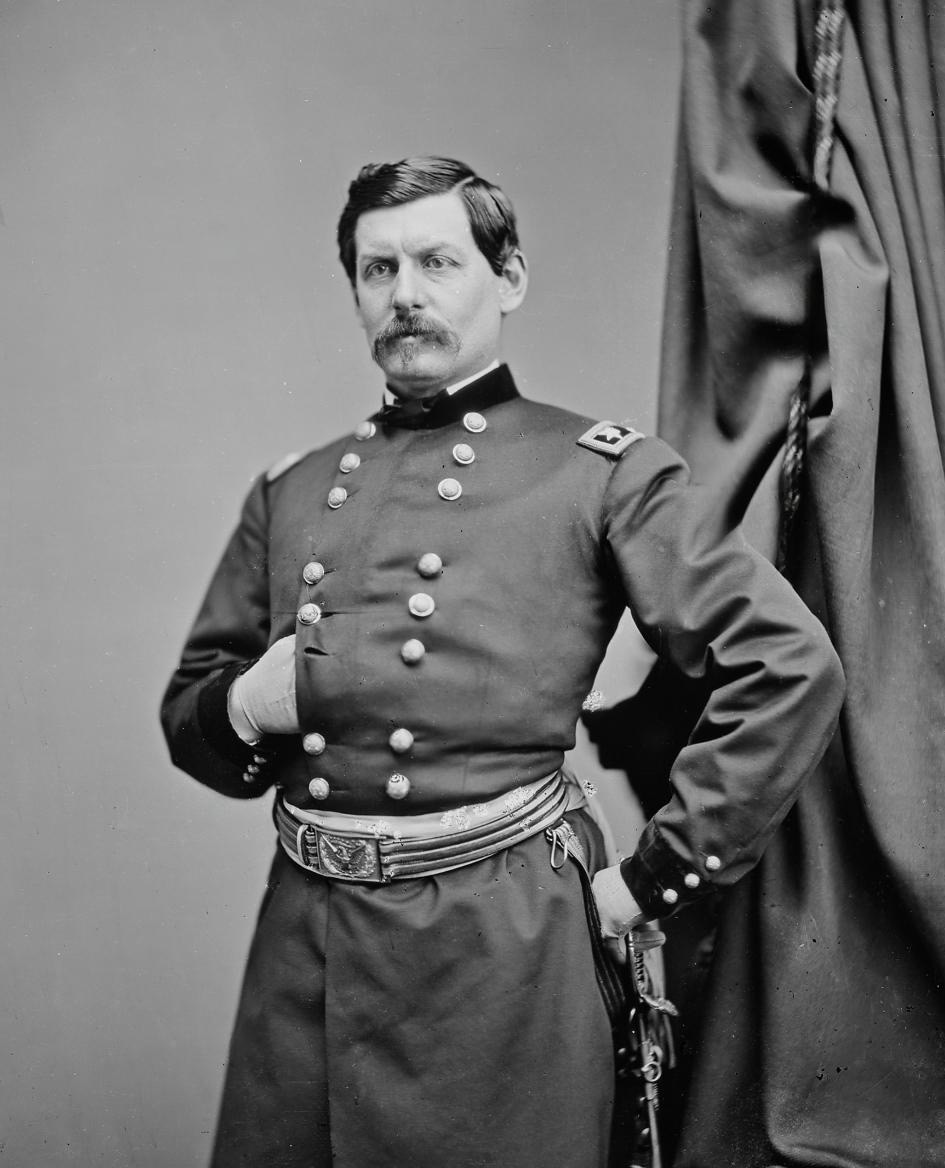
George McClellan, comandante durante la Campagna della Virginia Occidentale svoltasi tra maggio e giugno del 1861.

Il 17 aprile 1861, quando la Convention di Richmond votò a favore della secessione, i 49 delegati che rappresentavano le 50 contee del futuro Stato della Virginia Occidentale si espressero invece (32 contro 13, con 4 assenti o astenuti) per il mantenimento dell'unità nazionale. Con l'avvio della Campagna della Virginia Occidentale il 26 maggio un certo numero di loro ritornò tuttavia sui propri passi e in 29 firmarono il Decreto secessionista.
Un voto pubblico atto a confermare le scelte assunte dai rappresentanti popolari si era già tenuto il giorno 23 precedente; lo storico Richard O. Curry ha stimato che i risultati nella Virginia Occidentale furono 34.677 contrari e 19.121 a favore. Ha quindi concluso che 24 contee favorirono la secessione, mentre 26 vi si opposero: ciò riflette la profonda divisione esistente tra le stesse contee occidentali.
Le successive sconfitte subite dalla forze confederate agli ordini di George Alexander Porterfield, Robert Selden Garnett e Robert Edward Lee permisero la creazione di uno stabile governo unionista a Wheeling, a quei tempi una delle maggiori città dello Stato; esso venne ufficialmente riconosciuto come legittimo dalla presidenza di Abraham Lincoln.
La sua Assemblea legislativa venne composta da ex membri del parlamento della Virginia e fin dal primo momento sostenne con decisione l'Unione. Il governo di Pierpont trovò appoggio soprattutto tra le contee poste lungo i confini con la Pennsylvania e l'Ohio e in quelle attraverso cui passava la linea ferroviaria.
L'organizzazione militare, sia per l'Unione che per i secessionisti, ebbe il suo inizio tra maggio giugno del 1861, con Letcher da una parte, che ordinò il raduno della milizia direttamente dalle contee prese singolarmente, e con Pierpont dall'altra, che cominciò a fare lo stesso assoldando i volontari unionisti. Molte delle contee che si erano espresse a larga maggioranza contro il Decreto di secessione diedero tuttavia lo stesso un certo numero di uomini all'esercito confederato.
A causa delle restrizioni richieste nell'arruolamento dei soldati sia nella Pennsylvania che nell'Ohio (riservato solamente ai residenti ufficiali), molti degli uomini non accettati in quegli Stati scelsero di unirsi all'organizzazione militare di Pierpont.

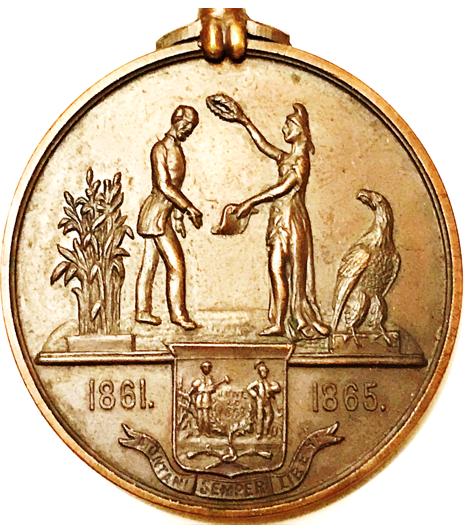
Medaglia di congedo onorevole per il 1st West Virginia Volunteer Cavalry Regiment.

Il 1st West Virginia Volunteer Infantry Regiment e il 2nd West Virginia Volunteer Infantry Regiment, il 1st West Virginia Volunteer Cavalry Regiment e il 2nd West Virginia Volunteer Cavalry Regiment furono composte principalmente dai suddetti arruolati del "Governo restaurato".
I sudisti a loro volta assoldarono l'8th Virginia Cavalry, il 31st Virginia Infantry, il 25th Virginia Infantry oltre a diversi reggimenti della Stonewall Brigade. Nel complesso la Virginia Occidentale fornì all'incirca 40.000 soldati equamente distribuiti tra le due forze in campo.
Intanto il 24 ottobre 1861 il governo di Pierpont emanò una direttiva per attuare la separazione dalla Virginia tramite un referendum; l'affluenza alle urne si mantenne relativamente bassa, con 18.408 votanti che approvarono la proposta. Il censimento del 1860 aveva registrato 79.515 uomini in età di voto nelle sue 50 contee.
L'ultimo voto necessario per raggiungere la piena sovranità venne celebrato il 4 marzo 1863, con un'affluenza pari a 28.318 iscritti (includendovi anche i voti dei soldati impegnati sul Fronte di guerra; vi fu inoltre l'approvazione dell'"emendamento Willye" alla nuova Carta costituzionale statale. Il nuovo Stato venne formalmente ammesso nell'Unione il 20 giugno seguente.

## Demografia
Il governo confederato della Virginia schierò circa 150.000 soldati nel corso della guerra civile, provenienti da tutti i livelli economico-sociali; almeno 30.000 di questi tuttavia provennero effettivamente da altri Stati, la maggior parte da fuoriusciti del Maryland, il cui governo rimase controllato dagli unionisti per tutto il periodo del conflitto. Altri 20.000 giunsero da quello che sarebbe divenuto lo Stato della Virginia Occidentale.
Importanti sudisti virginiani furono il generale Robert Edward Lee, comandante dell'Armata Confederata della Virginia Settentrionale, Thomas Jonathan Jackson - nato a Clarksburg (Virginia Occidentale) -, James Ewell Brown Stuart, Ambrose Powell Hill e Jubal Anderson Early.

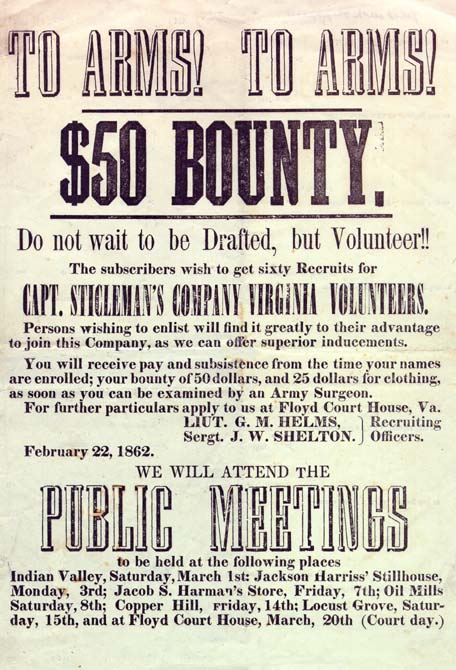
Un poster di reclutamento confederato del 1862 nella Contea di Floyd (Virginia): "Alle armi! Alle armi!".

Poco più di 50.000 volontari prestarono invece servizio dell'Esercito dell'Unione, compresi i 20.000 virginiani occidentali e circa 6.000 afroamericani; alcuni di questi ultimi prestarono la loro opera nelle unità militari terrestri e nelle unità militari navali organizzate dal Maryland. Alcuni altri, sia liberi che schiavi fuggitivi, si arruolarono in Stati più lontani come il Massachusetts.
Le aree della Virginia che fornirono soldati all'Unione e che mandarono molto pochi o nessun uomo a combattere per la Confederazione possedevano un'esigua quantità di schiavi, un'alta percentuale di nuclei familiari poveri e una storia personale di opposizione alla secessione. Tali zone erano perlopiù situate nei pressi degli Stati del Nord e spesso si trovavano sotto il controllo unionista.
Il 40% degli ufficiali virginiani presenti nell'esercito al momento in cui ebbe inizio il conflitto rimase fedele al legittimo governo di Abraham Lincoln e combatté tra le sue file; tra questi vi furono Winfield Scott, Comandante generale dell'esercito statunitense, David G. Farragut, Primo Ammiraglio dell'Marina dell'Unione e il generale George H. Thomas.
Vi fu almeno un virginiano che combatté a tutti gli effetti in entrambi gli eserciti. All'inizio della guerra un soldato sudista della Contea di Fairfax si avvicinò nella propria uniforme grigia alle truppe unioniste che stavano sorvegliando il Chain Bridge. Alla domanda su cosa avesse intenzione di fare cercando di attraversare il ponte rispose che stava viaggiando per raggiungere Washington ove si trovava lo zio.
Alquanto perplessi i soldati unionisti chiesero come si chiamasse questo zio ed il sudista rispose che il suo nome era "Zio Sam"; venne rapidamente arruolato in qualità di esploratore a causa della sua approfondita conoscenza del terreno locale.

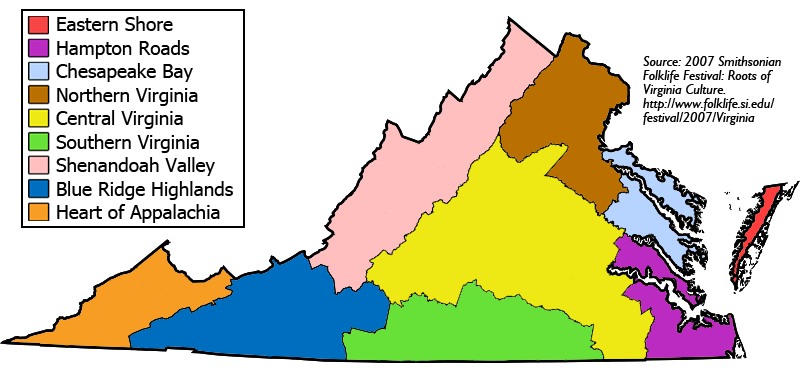
Le regioni culturali della Virginia dal 1863 al presente.

## Significato strategico
Le risorse strategiche della Virginia giocarono un ruolo chiave nel dettare gli scopi primari della guerra. La sua alta capacità agricola e industriale e i mezzi per trasportare questa produzione furono i principali obiettivi strategici, sia per l'attacco delle forze unioniste che per l'approccio prettamente difensivo adottato dai sudisti nel territorio per tutta la durata dell'impegno bellico.

### Richmond

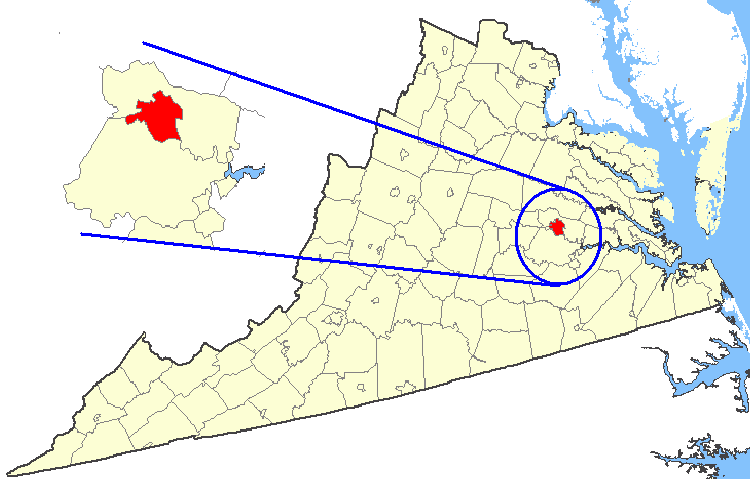
Localizzazione di Richmond.

Fin dall'inizio la forte necessità confederata di materiali per l'industria metalmeccanica ebbe un ruolo significativo nella decisione di trasferimento della capitale secessionista nel maggio del 1861, nonostante la sua pericolosa posizione settentrionale, ad appena 100 miglia a Sud di Washington.
Fu soprattutto per una tale ragione industriale che i confederati combatterono così duramente con lo scopo di difendere a tutti i costi la città. La capitale della Confederazione avrebbe potuto facilmente venire spostata nuovamente se ciò si fosse rivelato indispensabile, ma l'industria e le fabbriche di Richmond non avrebbero in alcun modo potuto essere trasferite.
La città della Virginia era al tempo l'unico centro urbano industriale su larga scala controllato dai sudisti durante la maggior parte degli anni di guerra; i magazzini cittadini rappresentavano il centro della logistica e dei rifornimenti per le forze confederate. La Tredegar Iron Works, la terza più grande fonderia statunitense agli inizi degli anni 1860, contribuì a produrre in larga parte la totalità dell'artiglieria confederata, tra cui un certo numero di enormi cannoni da assedio montati su rotaia.
La società - a conduzione privata - fabbricò anche un certo numero di locomotive ferroviarie, carri merci e traversine per la rete di comunicazione via treno, nonché impianti di propulsione a vapore e placcatura di ferro per le navi da battaglia. Le fabbriche di Richmond produssero anche armi, munizioni e proiettili per fucili e cannoni, tende, uniformi, imbracature, concia, spade, baionette ed altre notevoli quantità di materiali bellici vari.
Un certo numero di fabbriche dell'industria tessile, mulini, fabbriche di mattoni, rotative di giornali ed edizioni librarie erano tutti stabilmente residenti a Richmond; qui sorgevano anche cantieri navali, sebbene fossero meno vasti di quelli controllati dall'Unione a Norfolk.
La caduta della città avvenuta ai primi di aprile del 1865 rese praticamente inevitabile la vittoria dell'Esercito dell'Unione nella guerra civile. Con la Virginia entrata nell'orbita federale e saldamente sotto il suo controllo, compresi i massimi centri industriali di Richmond, Petersburg e Norfolk, al Sud per lo più rurale e agricolo, venne improvvisamente del tutto a mancare del settore indispensabile per continuare a rifornire lo sforzo bellico confederato.

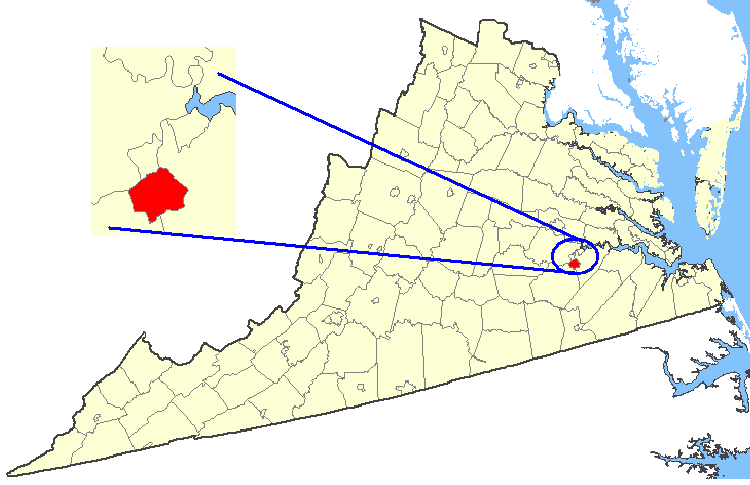
Localizzazione di Petersburg.

### Altri siti
Al momento dello scoppio della guerra Petersburg fu seconda solo a Rihmond tra le città della Virginia in termini di popolazione e industrializzazione; la congiuntura di ben 5 tratte ferroviarie fornì l'unico collegamento continuo con gli Stati Uniti meridionali. Situata a 32 km a Sud della capitale confederata la sua difesa fu una priorità assoluta; il giorno in cui Petersburg cadde dinnanzi alle forze preponderanti condotte da Ulysses S. Grant, Richmond cadde con essa.

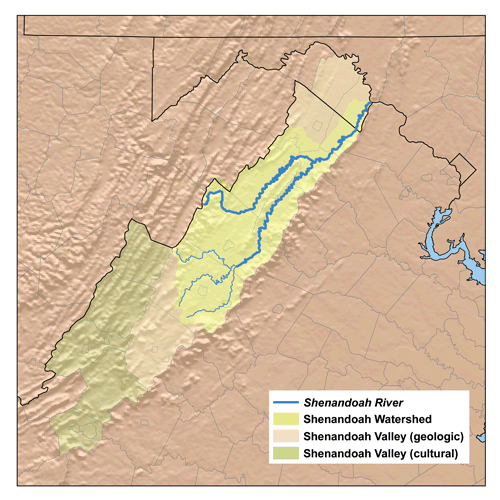
Mappa della Valle dello Shenandoah, ai confini tra la Virginia a Sud-est e la Virginia Occidentale a Nord-ovest.

Nella parte occidentale dello Stato la valle dello Shenandoah veniva considerata "il granaio della Confederazione"; era direttamente collegata a Richmond tramite la Virginia Central Railroad e il canale dei fiumi James e Kanawha.
I Monti Blue Ridge e altri luoghi similari erano già stati a lungo sfruttati per i ricchi giacimenti di ferro, sebbene con il progredire del conflitto la scarsità di manodopera ne limitò drasticamente la produzione.

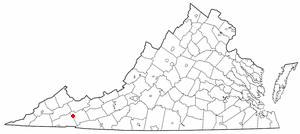
Localizzazione di Saltville, all'estremità Sud-ovest dello Stato.

Nel Sud-ovest le vaste saline di Saltville fornivano una fonte indispensabile di sale, essenziale per poter conservare intatto il cibo per l'esercito; per tale motivo fu il bersaglio di due scontri.

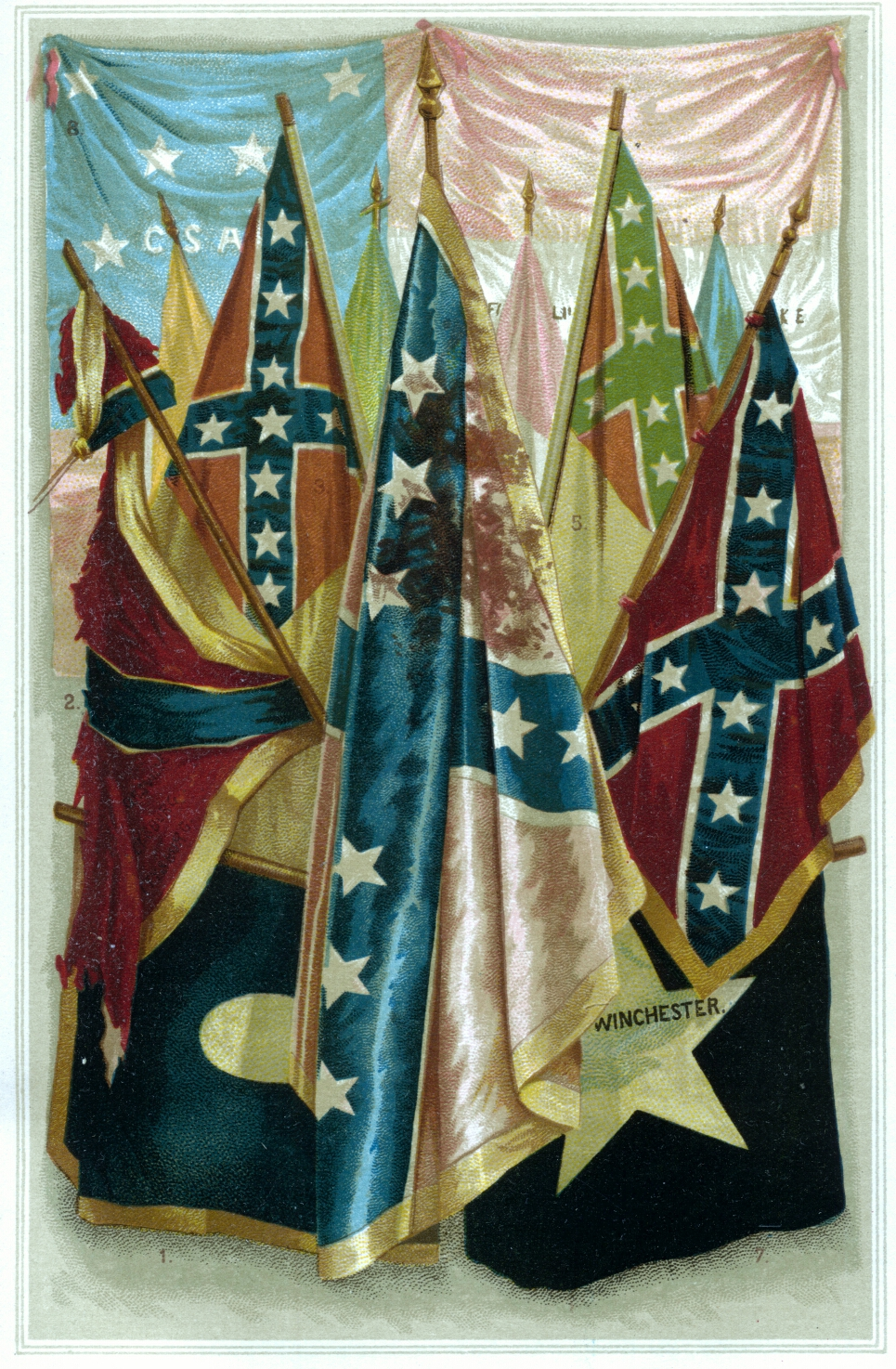
Bandiere del Confederate States Army.

## Operazioni militari
Sia i primi che gli ultimi scontri maggiormente significativi del conflitto si svolsero nel territorio della Virginia, nel quadro del Teatro Orientale; partendo dalla prima battaglia di Bull Run e concludendo con la battaglia di Appomattox Court House.
Dal maggio del 1861 all'aprile del 1865 Richmond rimase ufficialmente la capitale designata degli Stati Confederati d'America; la Casa Bianca della Confederazione, situata pochi isolati a Nord del centro urbano statale, ospitò l'intera famiglia del presidente secessionista Jefferson Davis fino alla fine.

### 1861
La prima battaglia di vaste proporzioni della guerra civile avvenne il 21 luglio. Le forze unioniste tentarono di assumere il controllo dello snodo ferroviario di Manassas per poter utilizzarlo come propria linea di rifornimento, ma il Confederate States Army aveva già provveduto a trasferire le sue truppe con l'intento di fronteggiare gli avversari in campo aperto.
I secessionisti vinsero alquanto agevolmente questo primo scontro (conosciuto anche come "prima battaglia di Manassas" nella denominazione convenzionale usata al Sud) e l'anno in corso proseguì senza più alcun combattimento importante o quantomeno decisivo.

### 1862
Il generale unionista George McClellan venne costretto a ritirarsi dai dintorni di Richmond grazie al tempestivo intervento dell'esercito approntato da Robert Edward Lee.
Il comandante dell'Esercito dell'Unione, John Pope, venne sconfitto nella seconda battaglia di Bull Run; a seguire vi fu l'ennesima vittoria confederata alla battaglia di Fredericksburg.

### 1863
Quando i combattimenti ripresero al principiare della primavera, Joseph Hooker venne sconfitto nella battaglia di Chancellorsville, ancora una volta dall'esercito comandato da Lee.

### 1864
La Campagna terrestre avviata da Ulysses S. Grant (richiamato dal Teatro Occidentale per prendere le redini dell'Armata del Potomac) venne combattuta esclusivamente in un'ampia porzione di territorio della Virginia.
Essa comprese scontri da guerra di logoramento, tra i quali i più importanti furono le battaglie di Wilderness, Spotsylvania Court House e Cold Harbor, concludendosi con l'assedio di Petersburg e la relativa sconfitta sudista. 
A settembre il giornale Southern Punch, un quotidiano con sede a Richmond, ribadì enfaticamente e a tutte lettere quella che continuava venire considerata come la "causa" confederata:
("The New Heresy", Southern Punch, (19 settembre 1864).)

### 1865

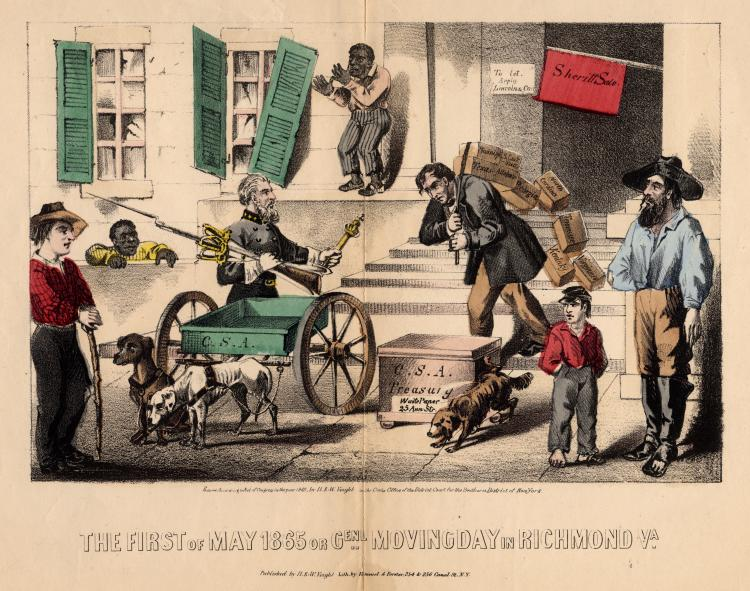
Primo maggio a Richmond, in una caricatura editoriale di Kimmel & Forster, New York, 1865. L'immagine ritrae i leader confederati mentre impacchettano le loro cose e si apprestano a fuggire per evitare di essere catturati dalle forze statunitensi, con uno schiavo in sottofondo che guarda con disprezzo.

All'inizio di aprile il governo secessionista prese la via della fuga, però non prima di aver ordinato l'evacuazione dell'intera capitale sudista, mentre le forze federali si avvicinavano - inarrestabili - sempre più a Richmond.
Mentre fuggivano i confederati cominciarono a incendiare gran parte delle opere pubbliche per impedirne l'utilizzo da parte degli avversari, oramai vittoriosi su tutti i fronti, scatenando una gigantesca reazione a catena che rapidamente arrivò a lambire anche i primi quartieri abitati dalla popolazione civile.
Le fiamme appiccate in più punti dall'esercito sudista in piena ritirata finì con l'incenerire un quarto delle opere urbane, prima di riuscire ad essere spente dagli uomini dell'Esercito dell'Unione sopraggiunti; in tal maniera fu propriamente l'esercito dei "nemici abolizionisti" a salvare Richmond dalla completa distruzione e rovina, sventando la deflagrazione generale e l'annientamento totale delle abitazioni civili, che si sarebbero certamente verificati se solo le scintille avessero finito col raggiungere gli ultimi depositi militari rimasti ancora in piedi.
Grazie a questo intervento tempestivo Richmond emerse dalla guerra civile solo "relativamente" in rovina, avendo conservato la maggior parte dei propri edifici e fabbriche quasi interamente intatti. In seguito manterrà almeno il proprio ruolo leader economico-industriale del Sud nel suo complesso.

## Luoghi coinvolti
- Alexandria
- Fort Monroe
- Fredericksburg
- Norfolk Naval Shipyard
- Petersburg
- Richmond
- Virginia Settentrionale
- Williamsburg
- Winchester

### Personalità confederate

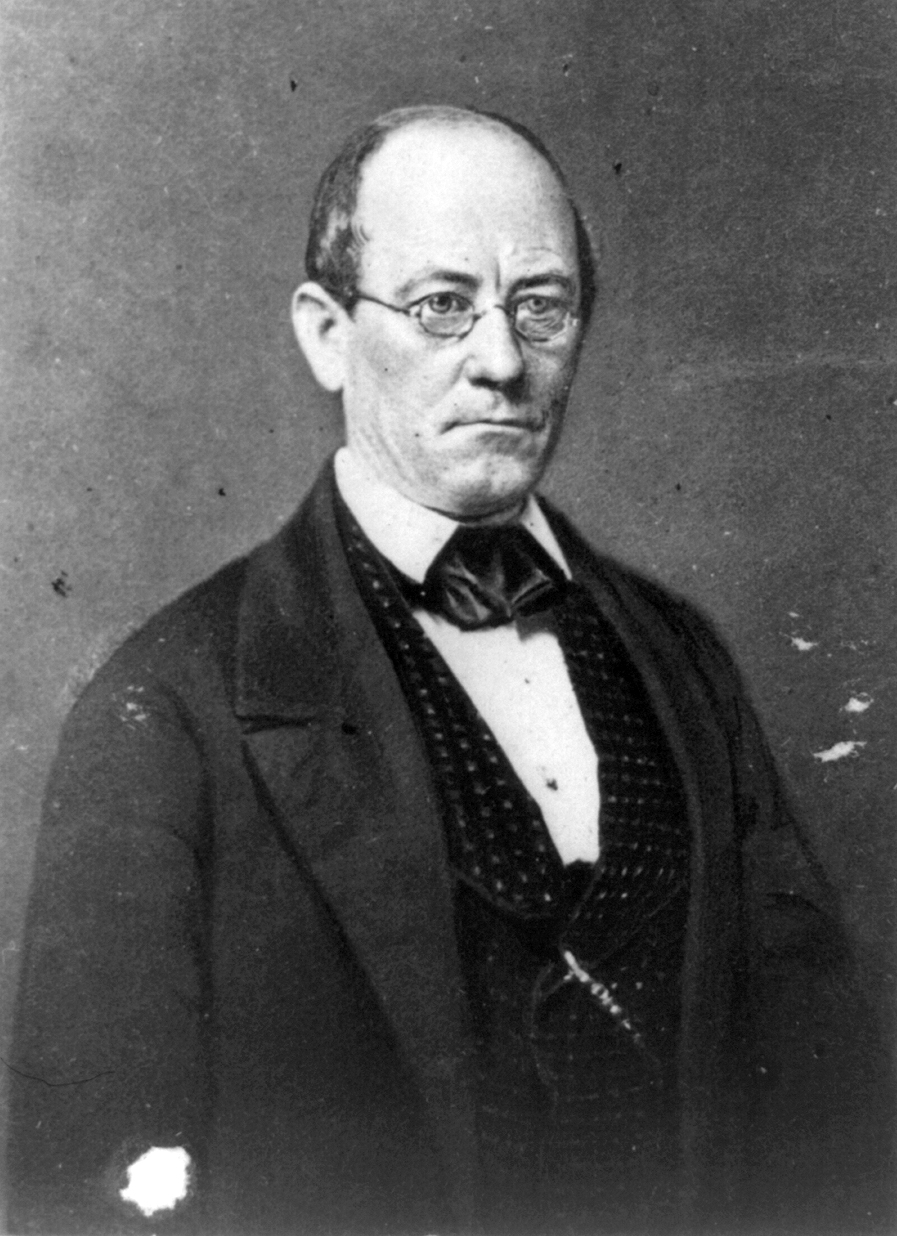
Il governatore della Virginia John Letcher
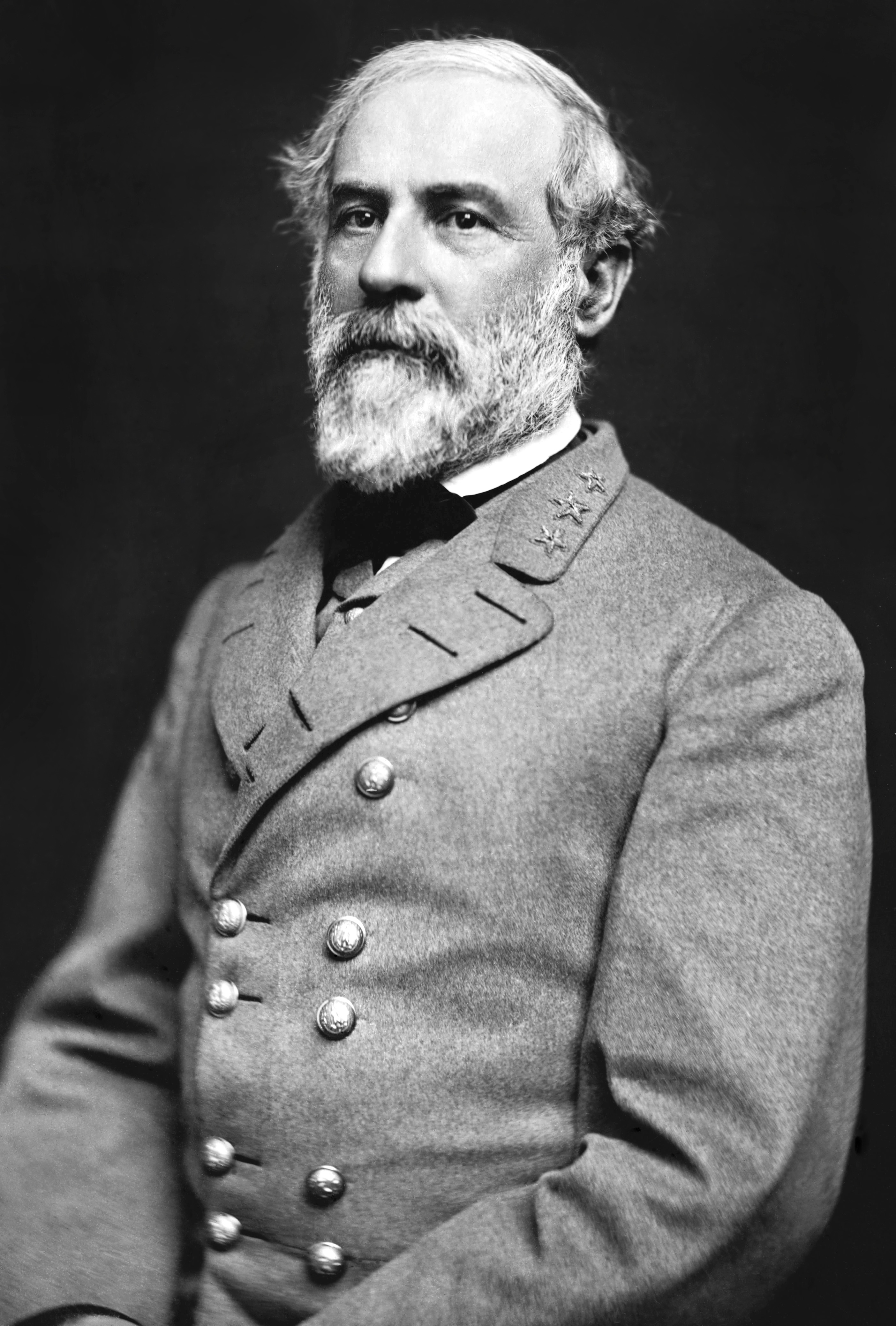
Il generale Robert Edward Lee
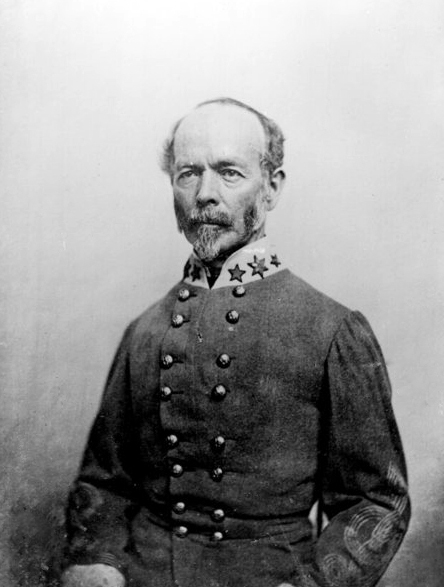
Il generale Joseph Eggleston Johnston
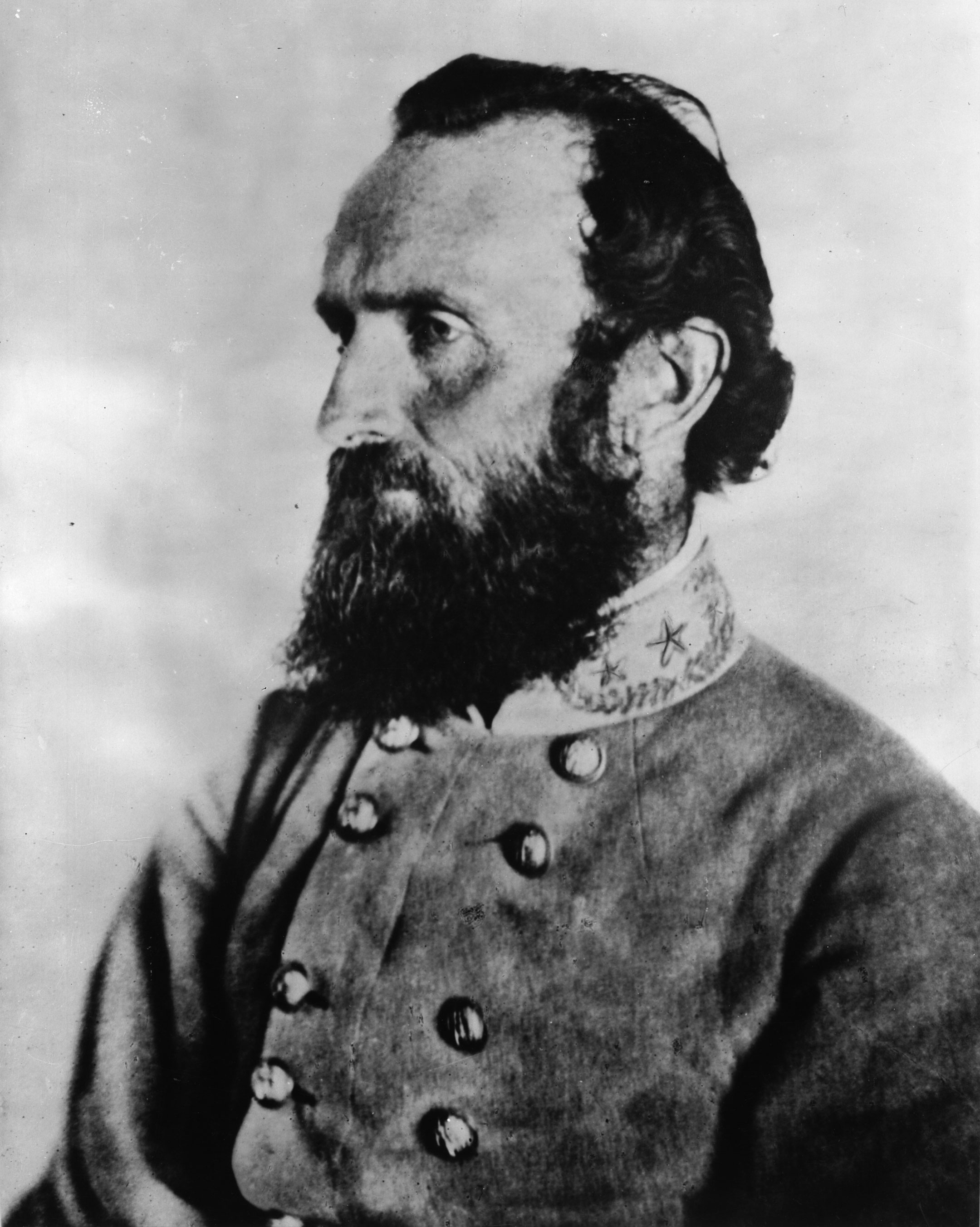
Il luogotenente generale Thomas Jonathan Jackson
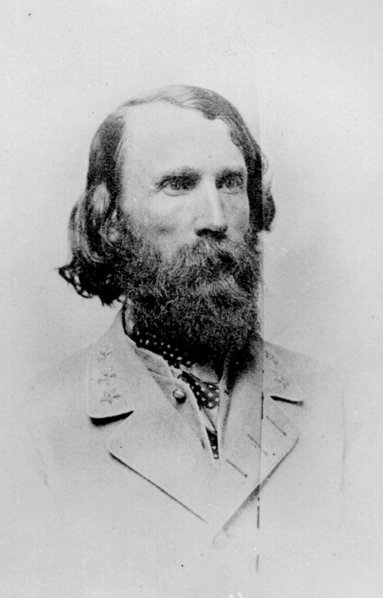
Il luogotenente generale Ambrose Powell Hill
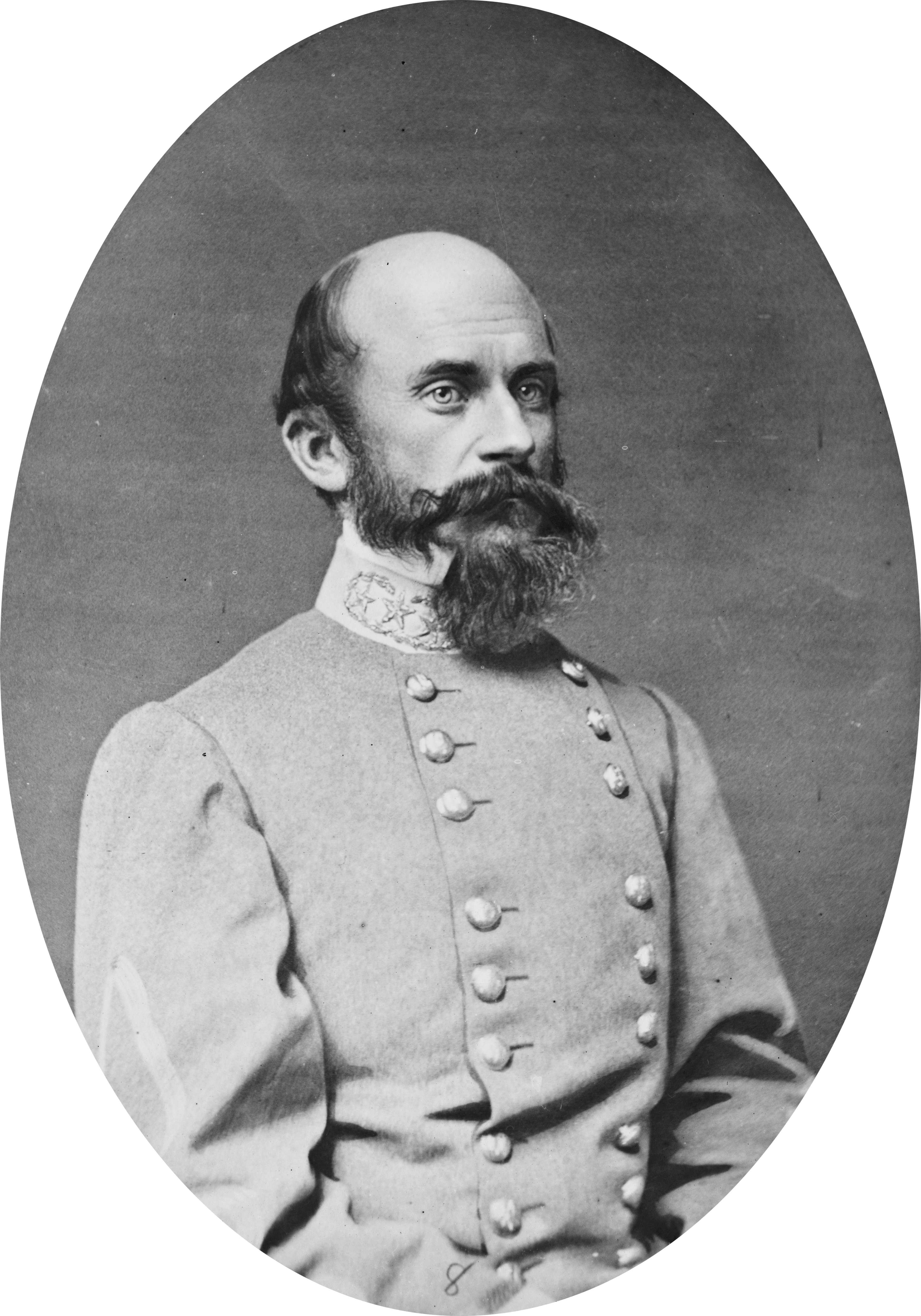
Il luogotenente generale Richard Stoddert Ewell
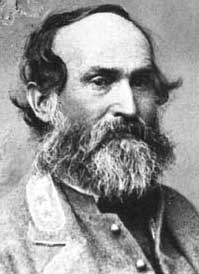
Il luogotenente generale Jubal Anderson Early
Il maggior generale James Ewell Brown Stuart
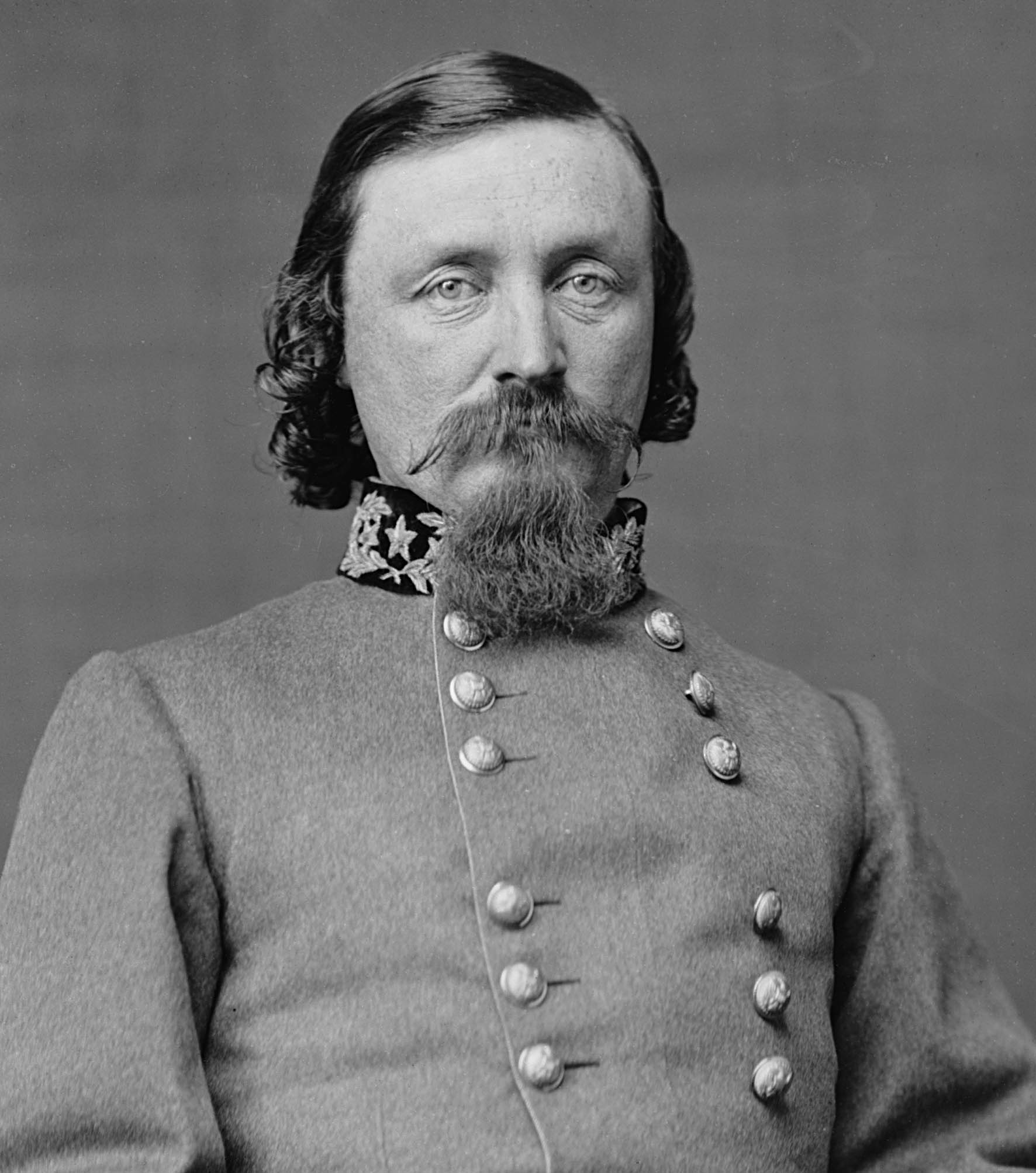
Il maggior generale George Edward Pickett
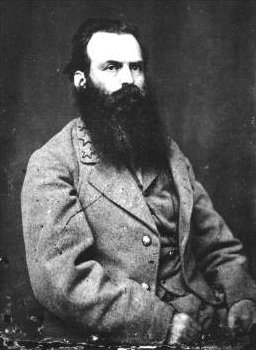
Il maggior generale James Lawson Kemper
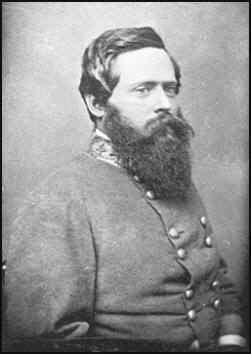
Il maggior generale Fitzhugh Lee
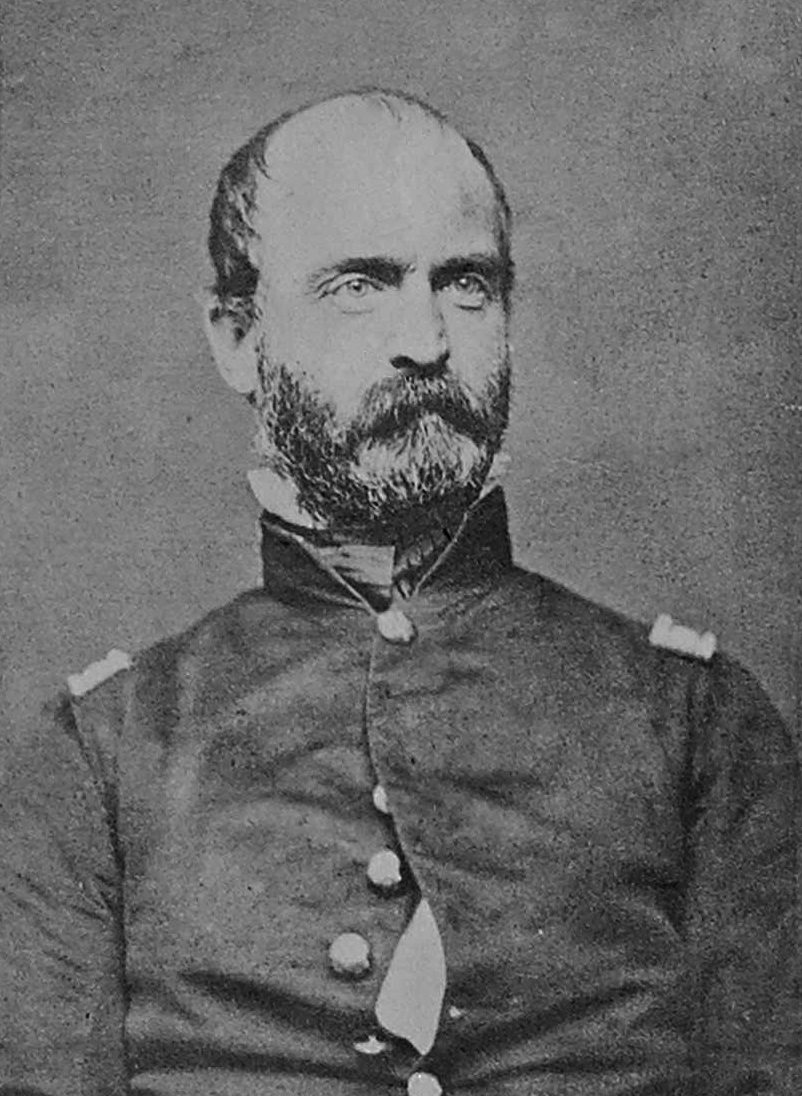
Il brigadier generale Lewis Addison Armistead
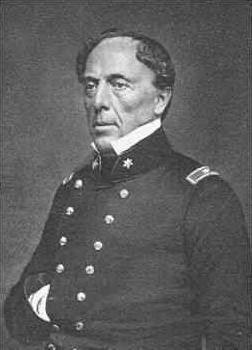
L'ex ministro John Buchanan Floyd
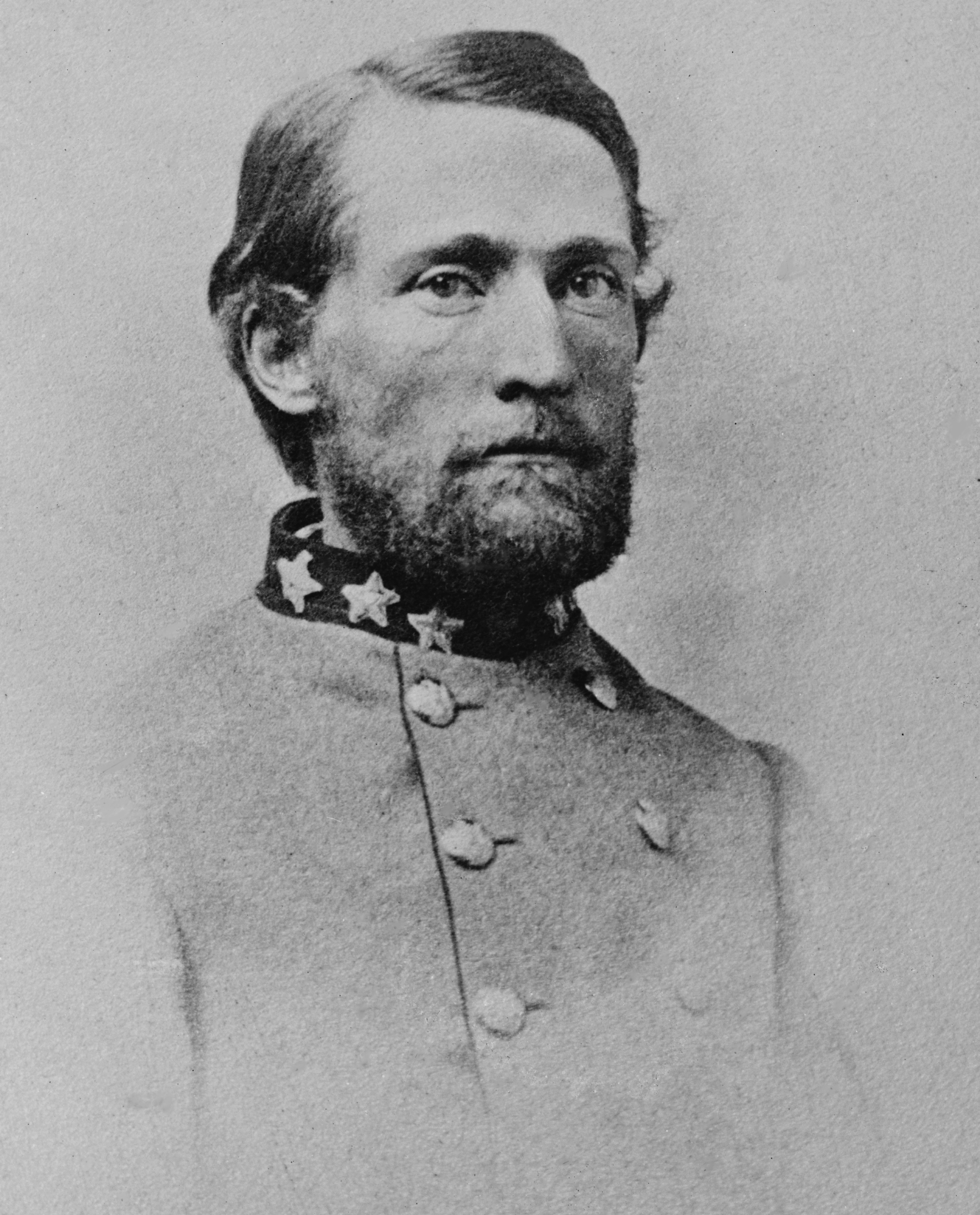
Il colonnello John Singleton Mosby
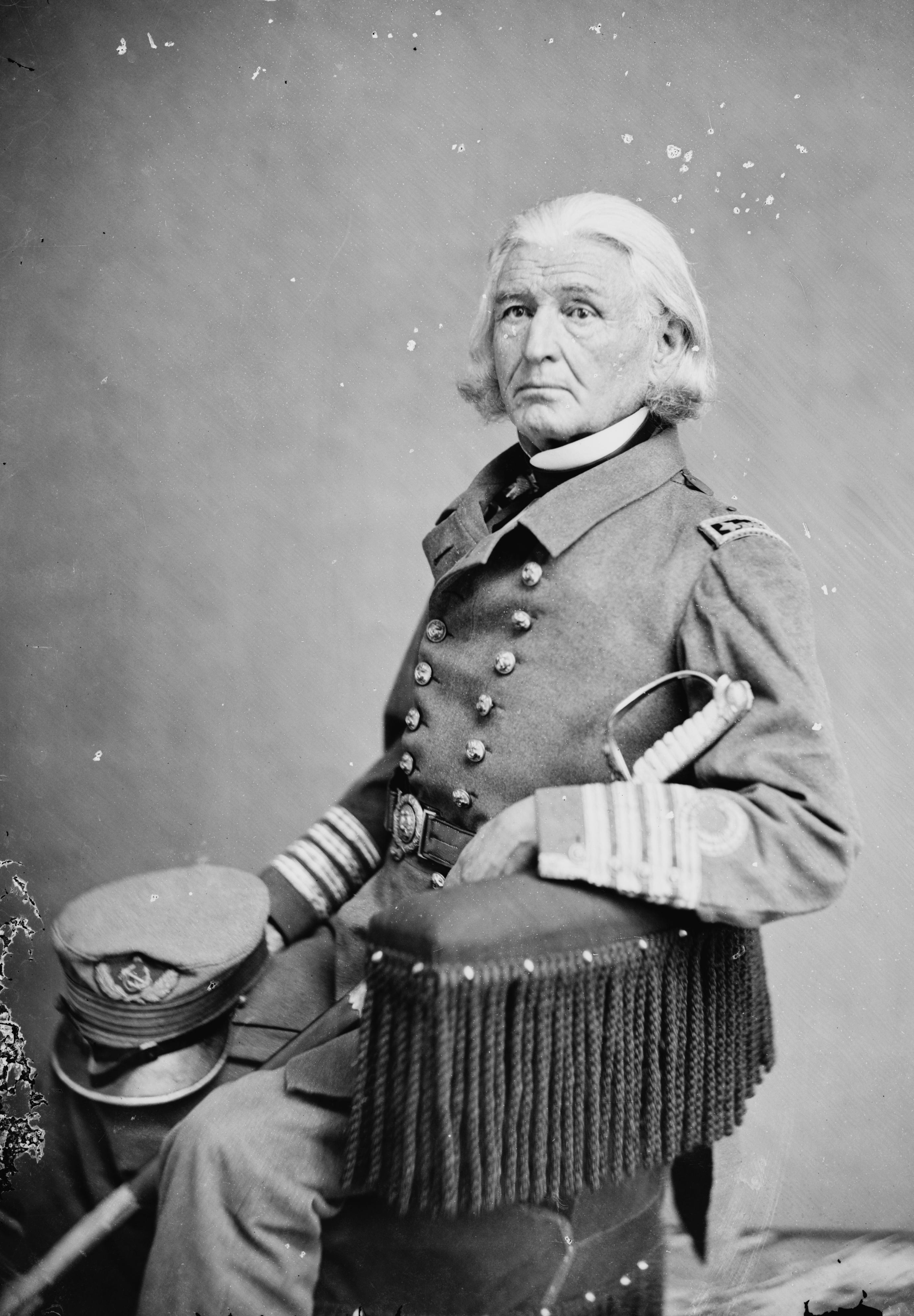
L'ufficiale navale French Forrest
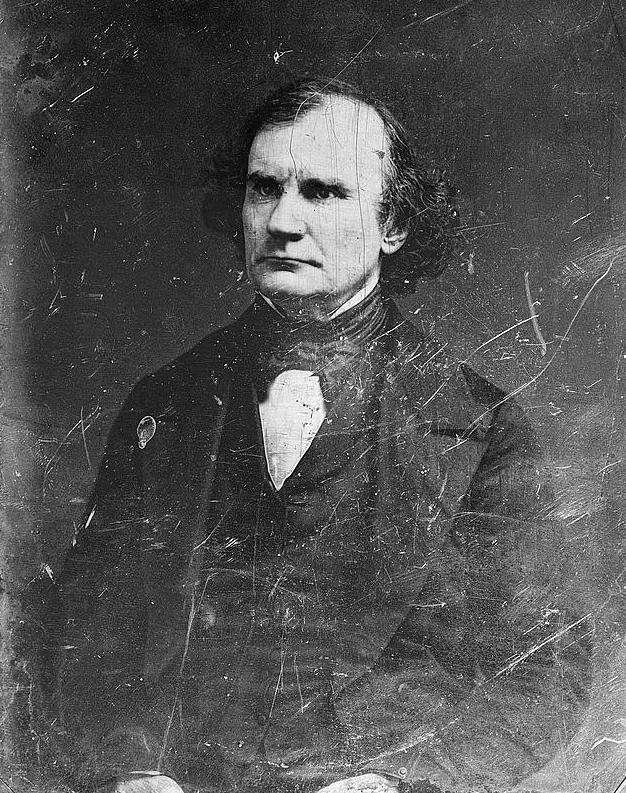
L'ambasciatore sudista James Murray Mason
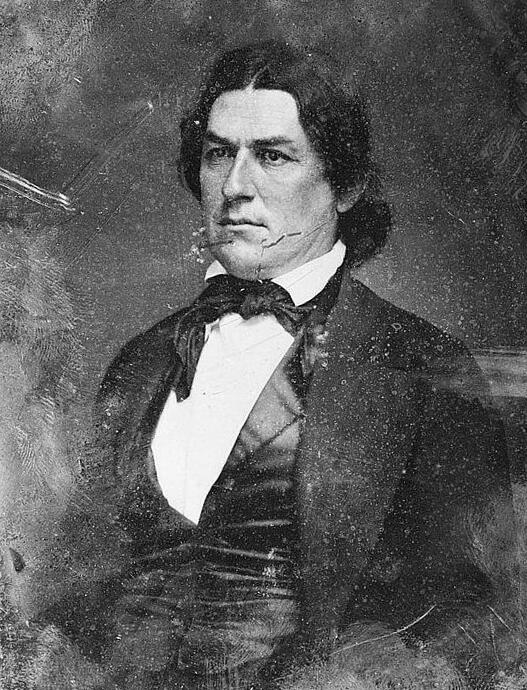
Il politico Robert Mercer Taliaferro Hunter
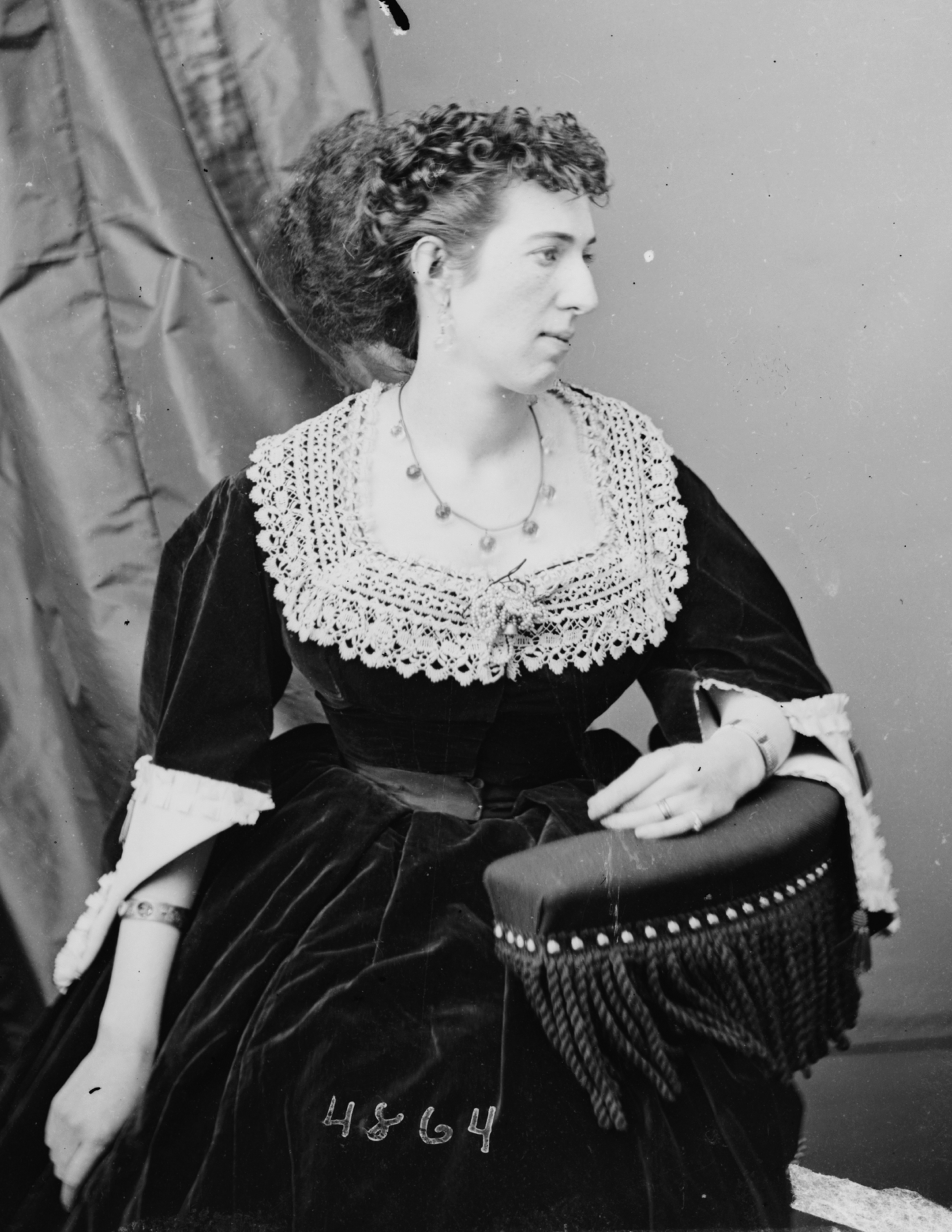
La spia Belle Boyd

### Personalità unioniste

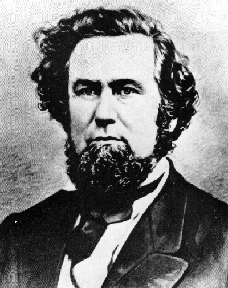
Il futuro governatore della Virginia Occidentale Francis Harrison Pierpont
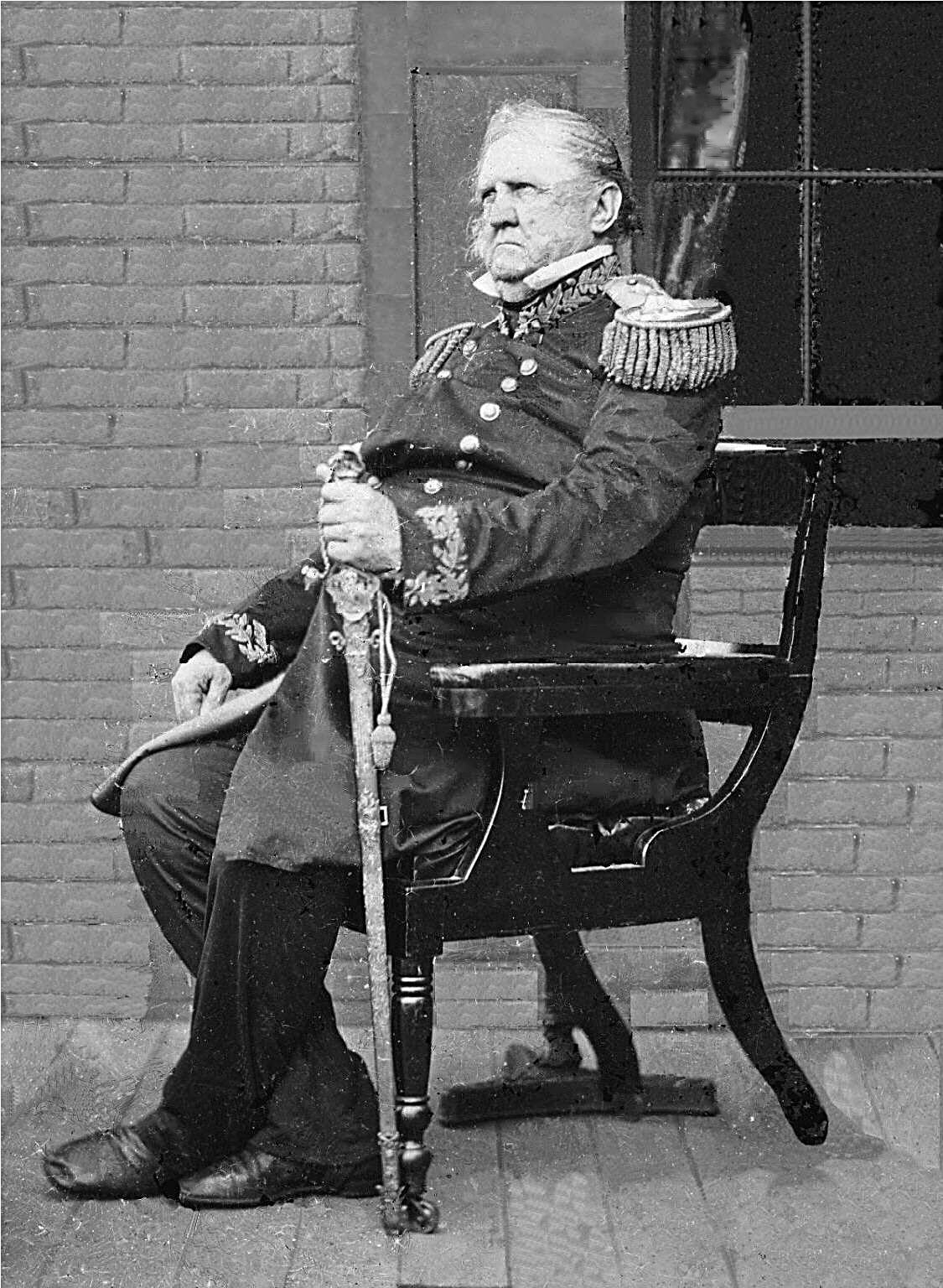
Il Comandante generale dell'esercito statunitense Winfield Scott
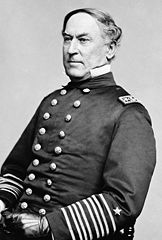
L'Ammiraglio David G. Farragut (residente a Norfolk e costretto alla fuga)
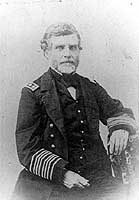
Il retroammiraglio Samuel Phillips Lee
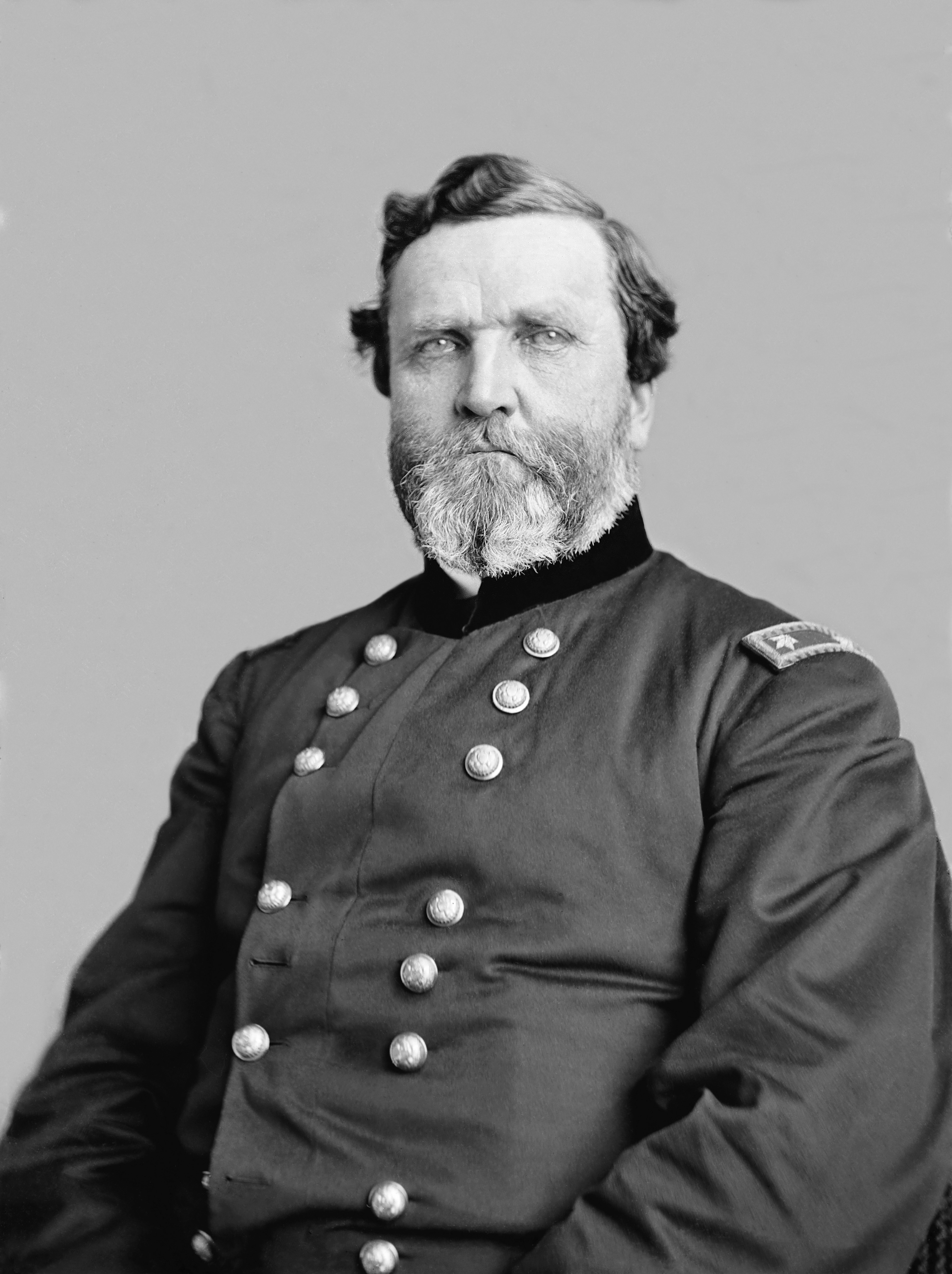
Il maggior generale George H. Thomas
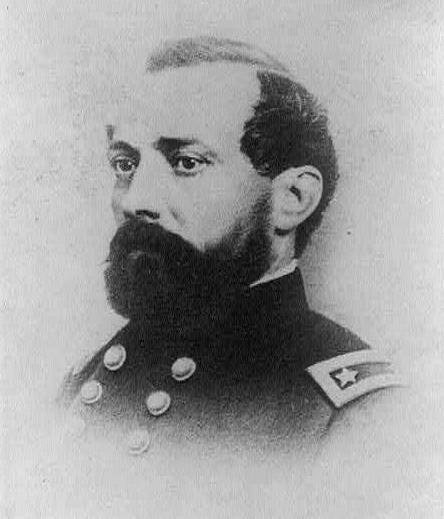
Il maggior generale Jesse Lee Reno
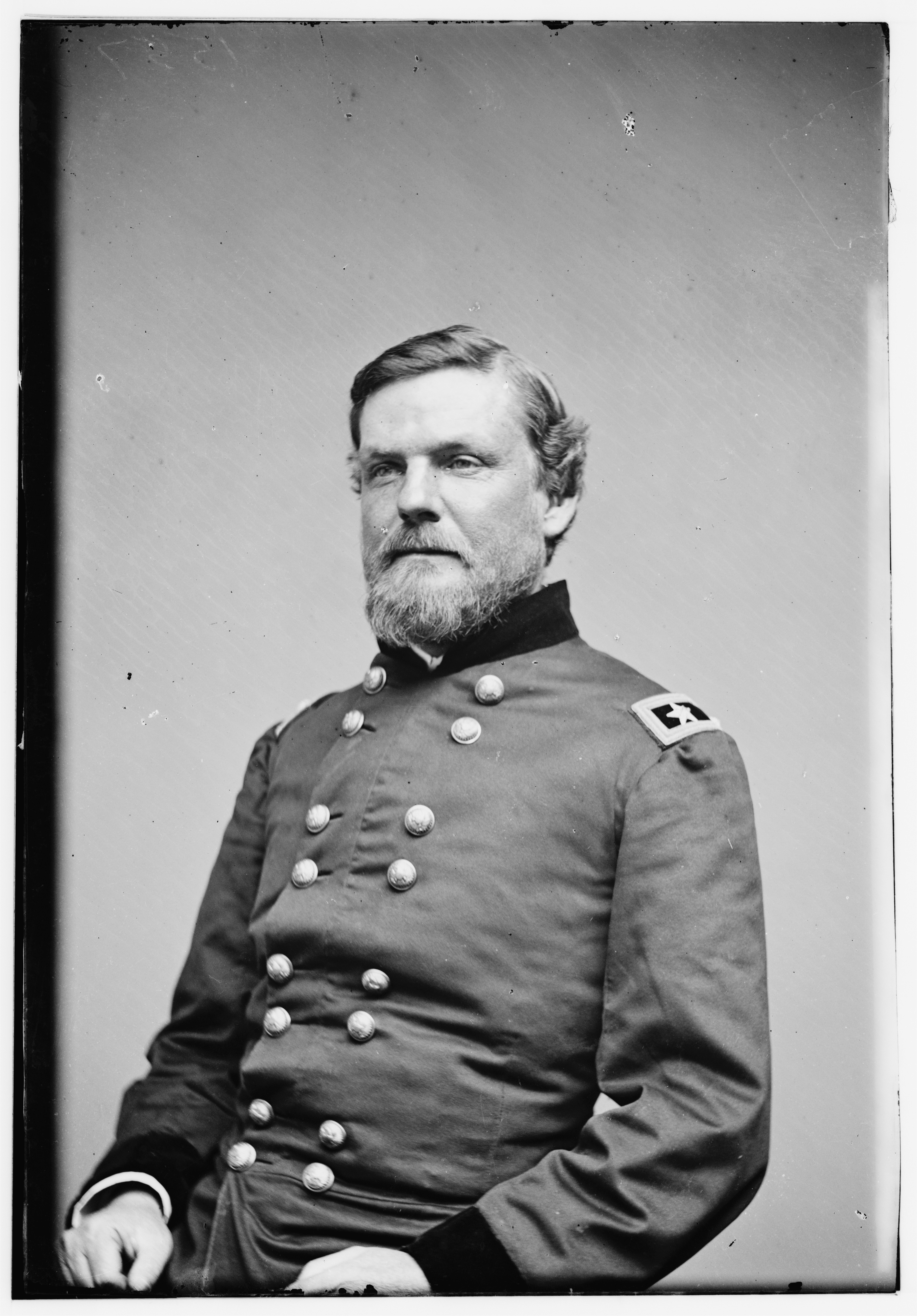
Il maggior generale John Newton (militare)
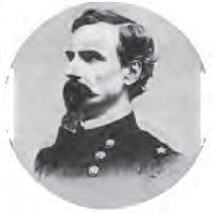
Il brigadier generale John Wynn Davidson
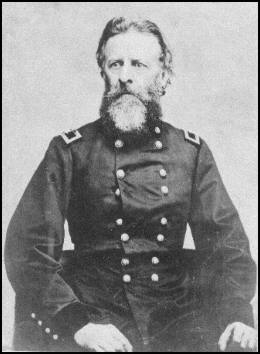
Il brigadier generale Philip St. George Cooke
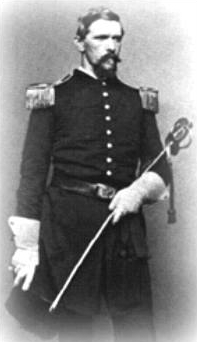
Il brigadier generale William Rufus Terrill
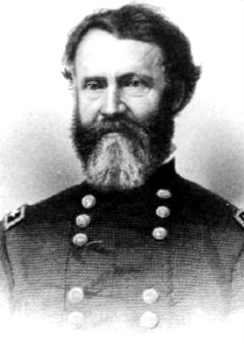
Il brigadier generale Alexander Brydie Dyer
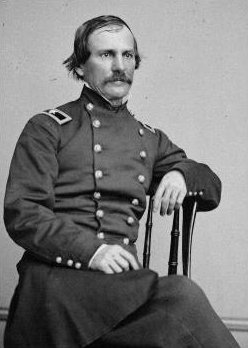
Il brigadier generale William Hays
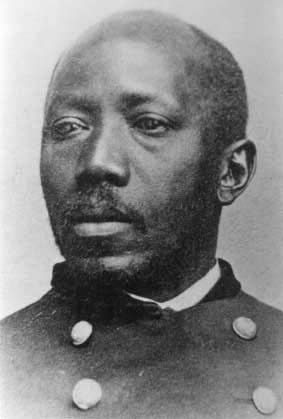
Il primo ufficiale afroamericano, il maggiore medico Martin Robison Delany
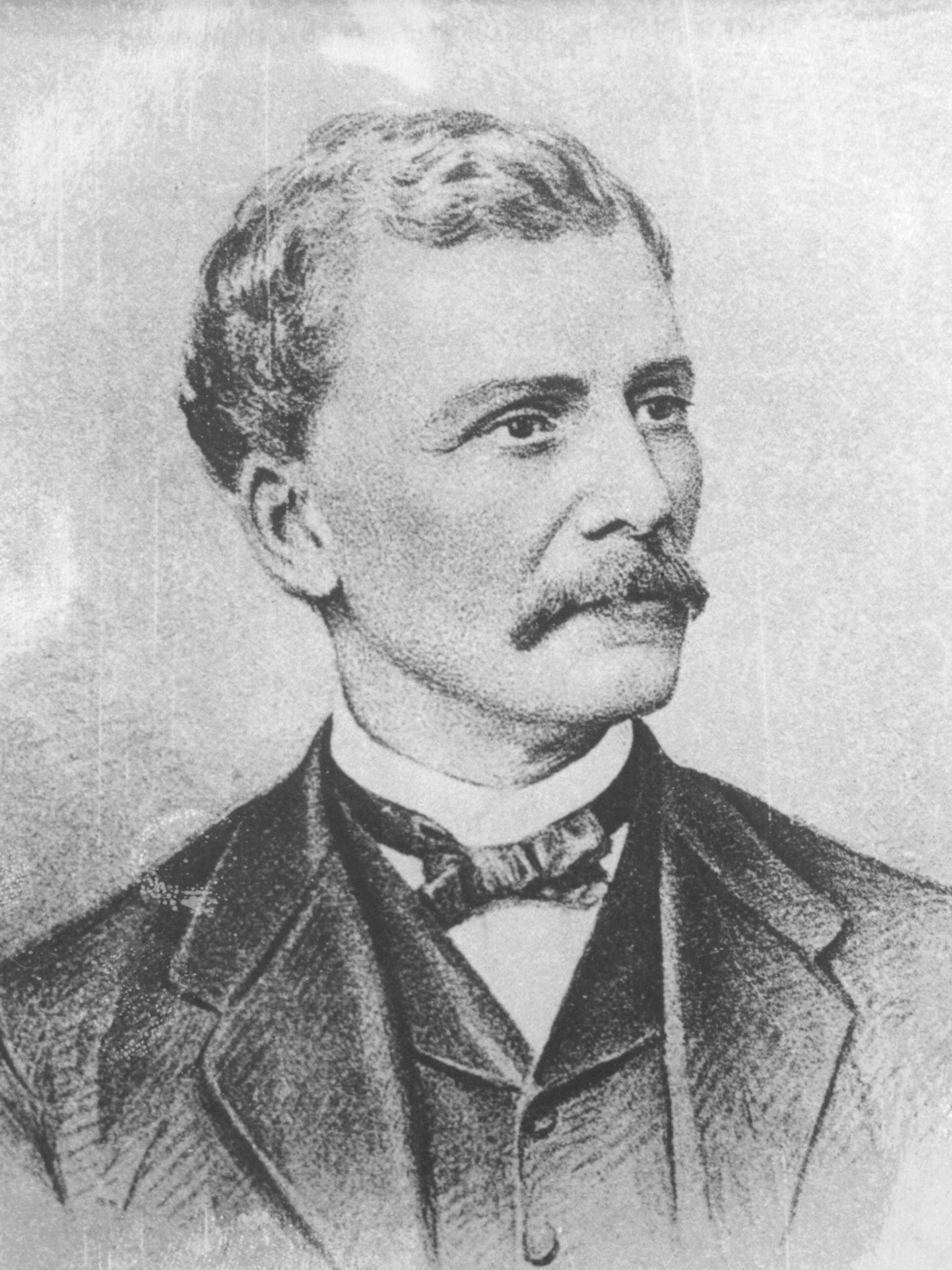
Il giurista Major John F. Lee
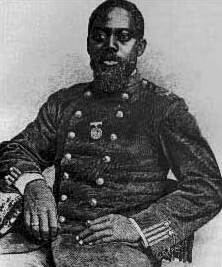
Il sergente Medal of Honor William Harvey Carney
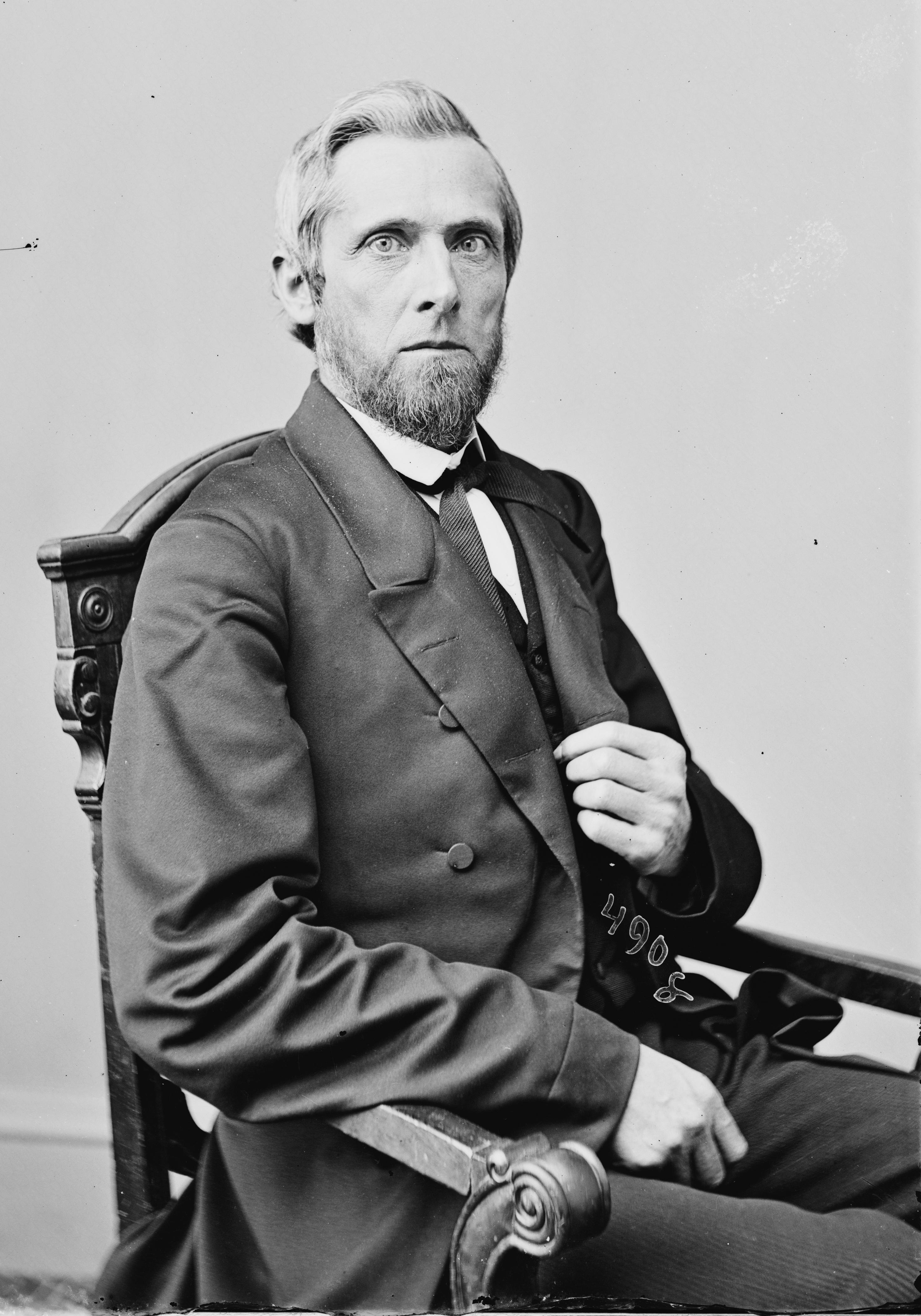
Il senatore Waitman Thomas Willey
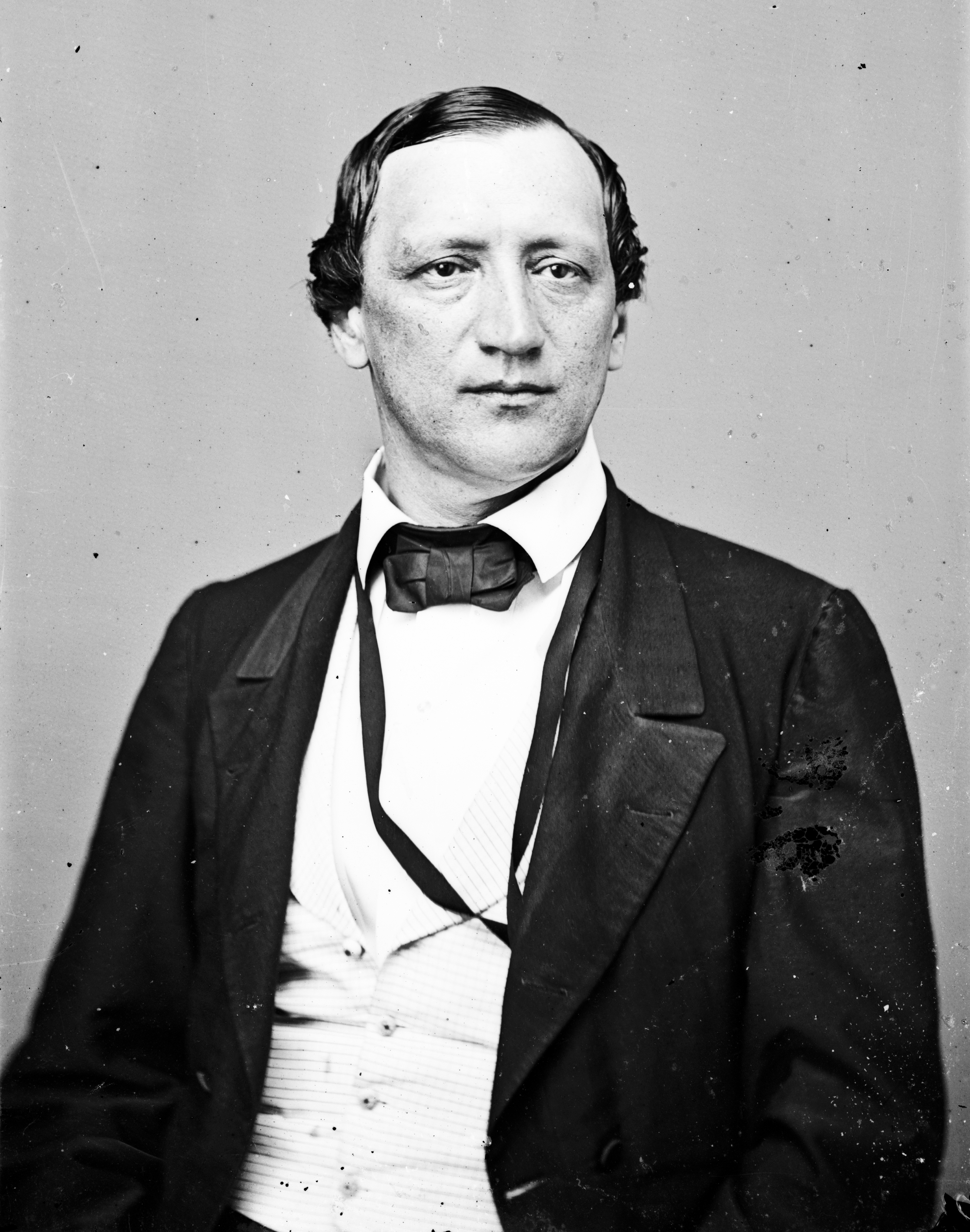
Il senatore John Snyder Carlile
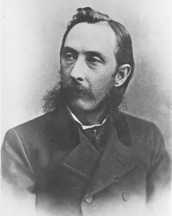
Il senatore Lemuel Jackson Bowden
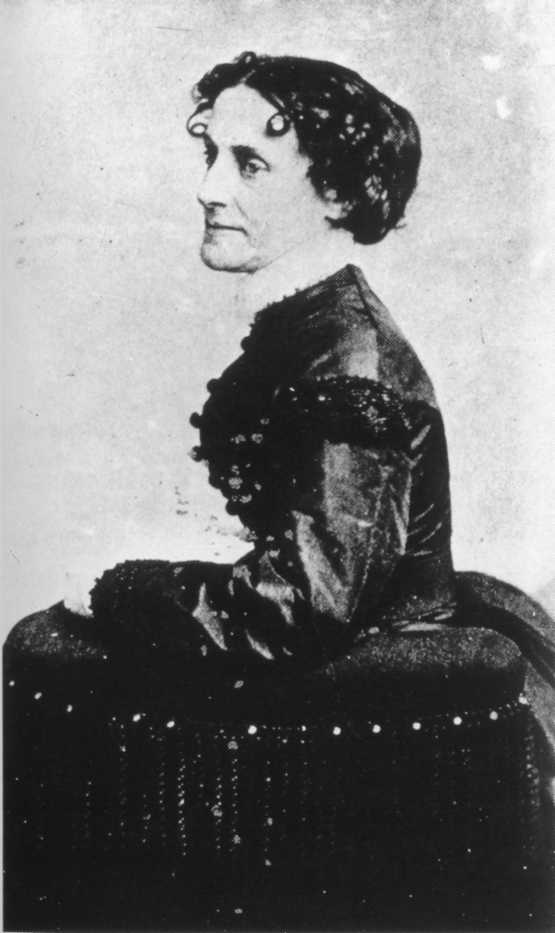
L'abolizionista e agente segreto Elizabeth Van Lew
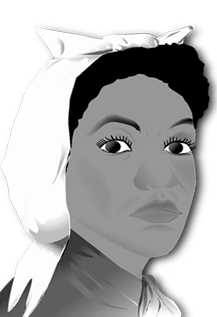
La spia Mary Bowser
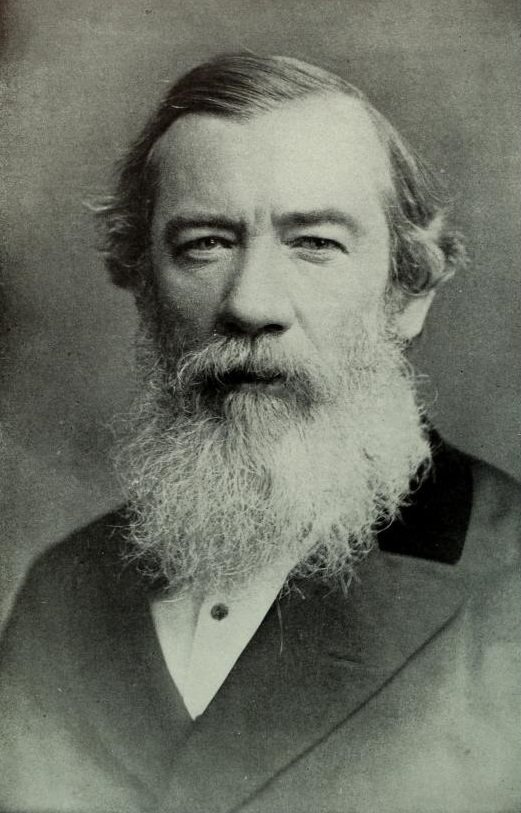
L'abolizionista Moncure Daniel Conway

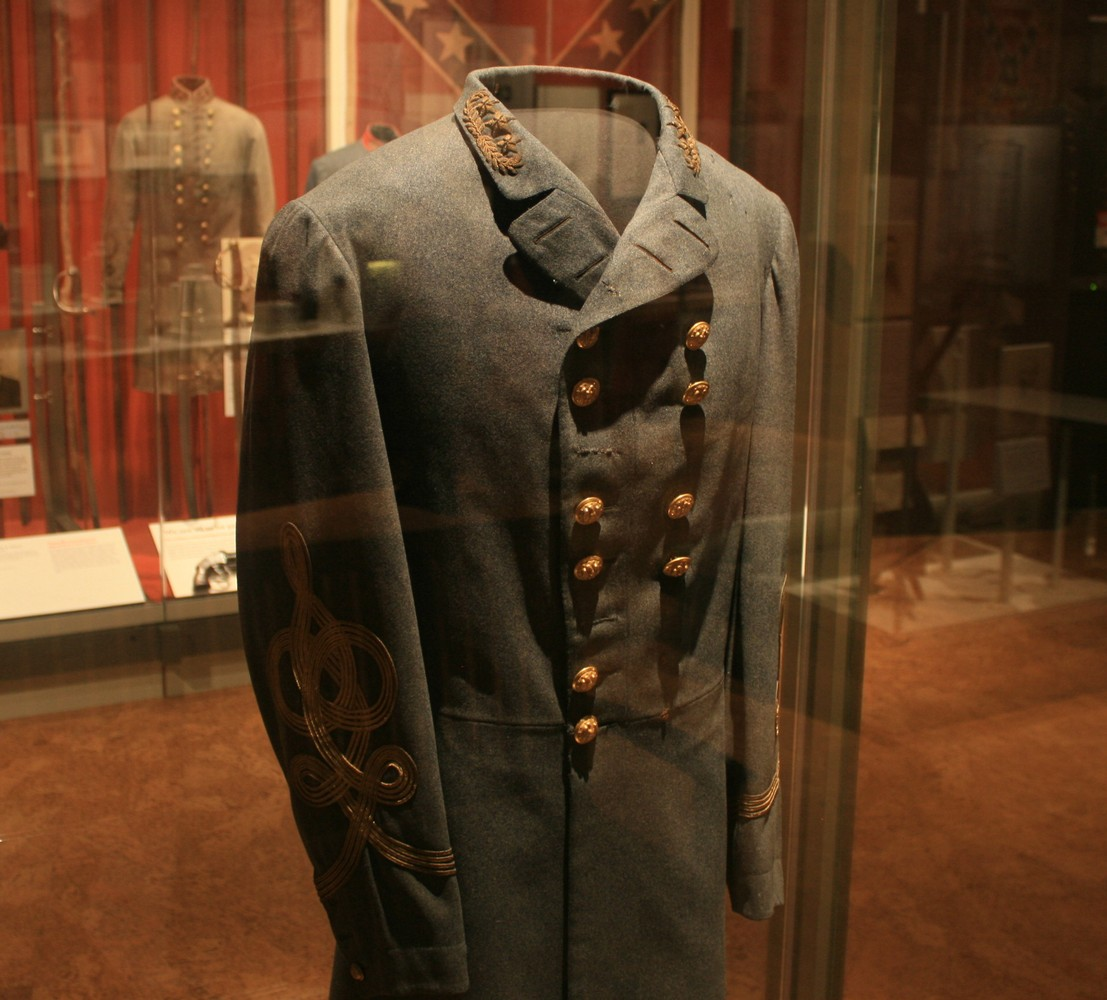
Il cappotto di Robert Edward Lee.

## Conseguenze
Numerosi campi di battaglia e siti d'interesse storico nazionale sono stati parzialmente o completamente preservati. Tra quelli gestiti dal governo federale vi sono:
1. il Manassas National Battlefield Park;
2. il Richmond National Battlefield Park;
3. il Fredericksburg e Spotsylvania National Military Park;
4. il Cedar Creek e Belle Grove National Historical Park;
5. il Petersburg National Battlefield
6. l'Appomattox Court House National Historical Park.